# Liste der deutschen Kalischächte
Die Liste der deutschen Kalischächte beinhaltet alle 297 Schächte des Kalibergbaues in Deutschland. Davon wurden 48 nicht fertiggestellt. Die Schächte befinden sich in den Bundesländern Sachsen-Anhalt, Niedersachsen, Thüringen, Hessen, Mecklenburg-Vorpommern und Baden-Württemberg. Die 23 Schächte im bis 1918 deutschen Elsässer Kalirevier sind nicht aufgeführt.
Die meisten Schächte wurden im Zeitraum von den Gründerjahren bis zum Beginn des Ersten Weltkrieges abgeteuft. Nach dem Ersten Weltkrieg gab es, auch durch das nunmehr gebrochene deutsche Kalimonopol, eine Überproduktionskrise, die einen Konzentrationsprozess zur Folge hatte. Daher wurde im Oktober 1921 die Stilllegungsverordnung erlassen, in der eine Frist für die Abgabe einer freiwilligen Stillegungerklärung bis zum 1. April 1924 gesetzt wurde. Viele kleinere Kaliwerke wurden aufgrund dessen im Jahr 1924 stillgelegt. Zum Teil wurden sie von den Muttergesellschaften als Reservewerke vorgehalten.
Nach der Machtergreifung der Nationalsozialisten wurden etliche dieser Reservewerke im Zuge der Aufrüstung als Munitionslager bzw. Munitionsanstalt genutzt. Nach Beginn des Zweiten Weltkrieges wurde in Reserve-, aber auch in aktiven Bergwerken untertägige Rüstungsproduktion eingerichtet. In der Endphase des Zweiten Weltkrieges wurden die Bergwerke auch zur bombensicheren Unterbringung von Wertgegenständen und Kulturgut genutzt.
Nach dem Zweiten Weltkrieg setzte sich der Konzentrationsprozess in den beiden deutschen Staaten weiter fort. Größere, leistungsfähige Kaliwerke mit guten Lagerstättenvorräten wurden ausgebaut, wobei auch in geringem Umfang neue Schächte abgeteuft wurden und kleinere Werke ohne langfristige Perspektive wurden geschlossen. In der DDR wurde in den 1960er-Jahren mit dem Kaliwerk Zielitz das einzige neue deutsche Kaliwerk nach dem Zweiten Weltkrieg aufgeschlossen. Die Konzentration führte in der Bundesrepublik zum westdeutschen Monopolisten Kali und Salz (K+S), in der DDR wurden alle Kali- und Steinsalzbetriebe im Kombinat Kali zusammengeschlossen.
Infolge der deutschen Wiedervereinigung übernahm K+S von der Treuhandanstalt die besten Kaliwerke des ehemaligen Kombinats Kali, die anderen wurden geschlossen oder dienen anderen Zwecken, wie z. B. als Untertagedeponie. Auch einige wenige westdeutsche Kaliwerke wurden geschlossen.
Ende 2018 stellte das letzte Kaliwerk des Nordhannoverschen Kalibezirkes, das Kaliwerk Sigmundshall, die Förderung wegen Erschöpfung der Lagerstätte ein.
Derzeit sind 3 Kaliwerke aktiv: das Kaliwerk Neuhof-Ellers (Hessen), das Verbundbergwerk Werra (Hessen/Thüringen) und das Kaliwerk Zielitz (Sachsen-Anhalt).

## Tabelle der Schachtanlagen
| Name                                                             | Bergwerk                                                               | Gesellschaft | Revier                       | Teufbeginn    | Teufende      | Teufe in m | Stilllegung   | Ort                                                        | Lage                       | Bemerkungen |
| ---------------------------------------------------------------- | ---------------------------------------------------------------------- | --- | ---------------------------- | ------------- | ------------- | ---------- | ------------- | ---------------------------------------------------------- | -------------------------- | --- |
| Abteroda (Alexandershall II)                                     | Kaliwerk Alexandershall                                                | Gewerkschaft Alexandershall / Wintershall / K+S                                                                           | Werra-Fulda-Kalirevier       | 1911          | 1915          | 467        | 1922          | Abteroda                                                   | Abteroda                   | Ab 1937 Heeresmunitionsanstalt Berka. |
| Achenbach                                                        | Königlich preußisches Salzwerk Staßfurt                                | Preußischer Bergfiskus | Nordharz-Kalirevier          | 16. März 1874 | 1877          | 338        | 9. Okt. 1900  | Staßfurt                                                   | Achenbach                  | Seit Mai 1900 Übertritt von Lauge aus Leopoldshall, Einstellung der Wasserhaltung am 9. Oktober 1900 |
| Adler I                                                          | Kaliwerk Adler                                                         | Gewerkschaft Adler / Adler Kaliwerke AG                                                                                   | Saale-Unstrut-Kalirevier     | 11. Juni 1906 | 1908          | 596        | 1927          | Röblingen am See                                           | Adler I                    | |
| Adolfsglück I                                                    | Kaliwerk Adolfsglück                                                   | Kaliwerke Adolfsglück AG / Salzdetfurth / K+S                                                                             | Nordhannoverscher Kalibezirk | 25. Feb. 1907 | 1914          | 520        | 1982          | Lindwedel                                                  | Adolfsglück I              | Stillgelegt 1926, Wiederinbetriebnahme 1960 bis 1982, 1984/85 verfüllt. |
| Adolfsglück II (Lindwedel)                                       | Kaliwerk Adolfsglück                                                   | Kaliwerke Adolfsglück AG / Salzdetfurth / K+S                                                                             | Nordhannoverscher Kalibezirk | Feb. 1912     |               | 30         | 1916          | Lindwedel                                                  | Adolfsglück II             | nach anderen Angaben nur 9 m Teufe |
| Alexandershall (Alexandershall I, Wilhelm Ernst I, Berka)        | Kaliwerk Alexandershall                                                | Gewerkschaft Alexandershall / Wintershall / K+S                                                                           | Werra-Fulda-Kalirevier       | 3. Juni 1899  | 1903          | 392        | 1967          | Dippach                                                    | Alexandershall             | Ab 1. August 1937 Heeresmunitionsanstalt Dippach. |
| Alicenhall                                                       | Kaliwerk Alicenhall                                                    | Gewerkschaft Alicenhall / Gewerkschaft Glücksborn / Kali-Industrie AG / Wintershall / K+S                                 | Nordhannoverscher Kalibezirk | 28. Okt. 1912 | Juli 1914     | 754        |               | Ahnebergen                                                 | Alicenhall                 | Ging nie in Förderung. |
| Aller Hammonia                                                   | Kaliwerk Aller Hammonia                                                | Gewerkschaft Aller-Nordstern / Kali-Industrie AG / Wintershall / K+S                                                      | Nordhannoverscher Kalibezirk | 1913          | 11. Mai 1920  | 568        | 28. Nov. 1925 | Groß Häuslingen                                            | Aller Hammonia             | |
| Alleringersleben                                                 |                                                                        | Gewerkschaft Alleringersleben                                                                                             | Nordharz-Kalirevier          | 30. Sep. 1908 | 19. März 1914 | 392,8      | 1914          | Alleringersleben                                           | Alleringersleben           | während des Teufens aufgegeben, 2001 verfüllt |
| Anhalt                                                           | Kaliwerk Anhalt                                                        | Gewerkschaft Anhalt | Nordharz-Kalirevier          | Nov. 1911     | 1913          | 615        | 1924          | Ilberstedt                                                 | Anhalt                     | |
| Antonsglück (Cimbria, Hannover, Okerhall)                        |                                                                        | | Nordhannoverscher Kalibezirk | 4. Juli 1909  | Feb. 1921     | 120        | 1916          | Adenbüttel                                                 | Antonsglück                | während des Teufens aufgegeben, verfüllt |
| Aschersleben 1 (Schidtmannshall 1)                               | Kaliwerk Aschersleben                                                  | Gewerkschaft Kaliwerke Aschersleben / Kaliwerke Aschersleben AG                                                           | Nordharz-Kalirevier          | 1878          | 1883          | 310        |               | Aschersleben                                               | Aschersleben 1             | |
| Aschersleben 2 (Schidtmannshall 2)                               | Kaliwerk Aschersleben                                                  | Gewerkschaft Kaliwerke Aschersleben / Kaliwerke Aschersleben AG                                                           | Nordharz-Kalirevier          | 1886          | 1887          | 300        | 1887          | Aschersleben                                               | Aschersleben 2             | wegen starker Zuflüsse beim Teufen aufgegeben |
| Aschersleben 3 (Schidtmannshall 3)                               | Kaliwerk Aschersleben                                                  | Gewerkschaft Kaliwerke Aschersleben / Kaliwerke Aschersleben AG                                                           | Nordharz-Kalirevier          | Sep. 1886     | 1888          | 380        | 1895          | Aschersleben                                               | Aschersleben 3             | Wassereinbruch am 29. September 1895, Grube innerhalb 24 h ersoffen |
| Aschersleben 4 (Schidtmannshall 4, Zornitz)                      | Kaliwerk Aschersleben                                                  | Gewerkschaft Kaliwerke Aschersleben / Kaliwerke Aschersleben AG                                                           | Nordharz-Kalirevier          | 1890          | 1894          | 476        | 1956          | Aschersleben                                               | Aschersleben 4             | stillgelegt 1929, reaktiviert; planmäßige Flutung 1971/72 |
| Aschersleben 5 (Schidtmannshall 5, Groß Schierstedt)             | Kaliwerk Aschersleben                                                  | Gewerkschaft Kaliwerke Aschersleben / Kaliwerke Aschersleben AG                                                           | Nordharz-Kalirevier          | 22. Okt. 1895 | 1896          | 357        | 1956          | Groß Schierstedt                                           | Aschersleben 5             | stillgelegt, Oktober 1935 reaktiviert; planmäßige Flutung 1971/72 |
| Aschersleben 6 (Schidtmannshall 6, Askania)                      | Kaliwerk Aschersleben                                                  | Gewerkschaft Kaliwerke Aschersleben / Kaliwerke Aschersleben AG                                                           | Nordharz-Kalirevier          | 29. Juni 1912 | 22. Nov. 1915 | 506        | 1925          | Aschersleben                                               | Aschersleben 6             | Ab 1936 Heeresmunitionsanstalt, 1945 ersoffen. |
| Aschersleben 7 (Schidtmannshall 7, Winningen)                    | Kaliwerk Aschersleben                                                  | Gewerkschaft Kaliwerke Aschersleben / Kaliwerke Aschersleben AG                                                           | Nordharz-Kalirevier          | 11. Dez. 1912 | 1. Apr. 1916  | 505        | 1925          | Aschersleben                                               | Aschersleben 7             | Ab 1936 Heeresmunitionsanstalt, 1945 ersoffen. |
| Asse 1                                                           | Kaliwerk Asse                                                          | Gewerkschaft Asse / Burbach Kaliwerke AG / K+S                                                                            | Nordharz-Kalirevier          | 26. März 1899 | 1901          | 377        | Juli 1914     | Wittmar                                                    | Asse 1                     | wegen nicht dauerhaft beherrschbarer Wasserzuflüsse stillgelegt |
| Asse 2                                                           | Kaliwerk Asse                                                          | Gewerkschaft Asse / Burbach Kaliwerke AG / K+S / Bundesrepublik Deutschland (Asse GmbH / BGE)                             | Nordharz-Kalirevier          | 10. Sep. 1906 | Okt. 1908     | 762        | 1925          | Remlingen                                                  | Asse 2                     | Ersatzschacht für Asse 1, keine untertägige Verbindung. Kaliförderung 1925 eingestellt; danach bis 1964 Steinsalzförderung. Ab 1965 Versuchsendlager für radioaktiven Abfall.                                              |
| Asse 3                                                           | Kaliwerk Asse                                                          | Gewerkschaft Asse / Burbach Kaliwerke AG / K+S                                                                            | Nordharz-Kalirevier          | Aug. 1911     | 1922          | 728        | 1924          | Wittmar                                                    | Asse 3                     | Teufe durch WK1 unterbrochen, nie in Förderung gegangen. Keine untertägige Verbindung zu Asse 2. |
| Asse 4                                                           | Versuchsendlager Asse                                                  | Bundesrepublik Deutschland (Asse GmbH / BGE)                                                                              |                              | 1974          | 1977          | 996,1      |               | Remlingen                                                  | Asse 4                     | Zweitschacht für Asse 2 (Bohrschacht). |
| Baden (Buggingen I)                                              | Kaliwerk Buggingen                                                     | Gewerkschaft Baden / Burbach AG / Preussag / Wintershall / K+S                                                            | Oberrheinisches Kalirevier   | 20. Aug. 1922 | Juli 1925     | 830,5      | 13. Apr. 1973 | Buggingen                                                  | Baden                      | |
| Bartensleben                                                     | Kali- und Steinsalzwerk Bartensleben                                   | Gewerkschaft Bartensleben / Burbach Kaliwerke AG / Kombinat Kali / Bundesrepublik Deutschland (DBE / BGE)                 | Nordharz-Kalirevier          | 8. März 1910  | Dez. 1912     | 526        | 1931          | Bartensleben                                               | Bartensleben               | U-Verlagerung Iltis. Steinsalzförderung bis 1969, ab 1974 Endlager für radioaktive Abfälle Morsleben (ERAM) |
| Beberstedt                                                       | Kaliwerk Beberstedt                                                    | Gewerkschaft Beberstedt / Wintershall                                                                                     | Südharz-Kalirevier           | 15. Dez. 1909 | 1913          | 880        | 1926          | Hüpstedt                                                   | Beberstedt                 | |
| Beienrode 1                                                      | Kaliwerk Beienrode                                                     | Gewerkschaft Beienrode | Nordharz-Kalirevier          | 1896          | 1899          | 1003       | 26. Nov. 1926 | Beienrode                                                  | Beienrode 1                | bis 1965 Steinsalzförderung |
| Beienrode 2                                                      | Kaliwerk Beienrode                                                     | Gewerkschaft Beienrode | Nordharz-Kalirevier          | 1911          | 1914          | 1008       | 26. Nov. 1926 | Beienrode                                                  | Beienrode 2                | bis 1965 Steinsalzförderung |
| Beienrode 3                                                      | Kaliwerk Beienrode                                                     | Gewerkschaft Beienrode | Nordharz-Kalirevier          | 1895          | 1896          | 291        |               | Beienrode                                                  | Beienrode 3                | Beim Teufen wegen unbeherrschbarer Zuflüsse aufgegeben, Fabrikrückstandsentsorgung (Endlauge). |
| Beienrode 4                                                      | Kaliwerk Beienrode                                                     | Gewerkschaft Beienrode | Nordharz-Kalirevier          | 1895          | Juli 1895     | 30         | 26. Nov. 1926 | Beienrode                                                  | Beienrode 4                | Beim Teufen wegen Schwimmsand aufgegeben. |
| Belsdorf                                                         | Kaliwerk Belsdorf                                                      | Gewerkschaft Belsdorf | Nordharz-Kalirevier          | Nov. 1911     | 1914          | 590        | 1924          | Belsdorf                                                   | Belsdorf                   | bis 1930 Steinsalzförderung |
| Benthe (Hermann I)                                               | Kaliwerk Ronnenberg                                                    | Alkaliwerke Ronnenberg AG / Kali Chemie AG                                                                                | Südhannoverscher Kalibezirk  | 5. Apr. 1899  | 15. Okt. 1901 | 238        | 15. Okt. 1901 | Benthe                                                     | Benthe                     | Schacht beim Teufen nach Laugeneinbruch aufgegeben; bis Mai 1911 Nutzung der aufgehenden Lauge für Saline. |
| Berghöpen                                                        | Kaliwerk Berghöpen                                                     | Hannoversche Kaliwerke / Salzdetfurth / K+S                                                                               | Nordhannoverscher Kalibezirk | 1911          | 1918          | 662,5      | 1926          | Oedesse                                                    | Berghöpen                  | Am 12. August 1936 ersoffen. |
| Bergmannssegen                                                   | Kaliwerk Bergmannssegen-Hugo                                           | Gewerkschaft Bergmannssegen / Wintershall                                                                                 | Nordhannoverscher Kalibezirk | 19. Nov. 1910 | 26. Apr. 1912 | 610        | 1994          | Lehrte                                                     | Bergmannssegen             | |
| Berlepsch                                                        | Staatliche Salzwerke Staßfurt                                          | Preußischer Bergfiskus | Nordharz-Kalirevier          | 12. Sep. 1887 | 1893          | 481        | 1954          | Staßfurt                                                   | Berlepsch                  | bis 31. Dezember 1968 Steinsalzförderung |
| Bernburg                                                         | Bernburger Kaliwerke                                                   | K+S | Nordharz-Kalirevier          | März 1912     | 1913          | 541,6      | 1973          | Bernburg                                                   | Bernburg                   | seit 1973 ausschließlich Steinsalzförderung |
| Bernsdorf                                                        | Kaliwerk Bernsdorf                                                     | Gewerkschaft Bernsdorf / Burbach                                                                                          | Saale-Unstrut-Kalirevier     | 5. Mai 1911   | Aug. 1913     | 595,8      | Feb. 1921     | Kahlwinkel                                                 | Bernsdorf                  | Zuvor bereits 2 Teufversuche (jetzt als Bernsdorf (a) und Bernsdorf (b) bezeichnet, Lage nicht genau bekannt, bei 25,5 bzw. 7 m Teufe aufgegeben. Von 1938-45 Nutzung durch die Wehrmacht. Ab 1968 Stadtgasspeicher.       |
| Bischofferode 1 (Bismarckshall II, Weidtmannshall)               | Kaliwerk Bischofferode                                                 | Gewerkschaft Bismarckshall / Wintershall / VEB Kaliwerk „Thomas Müntzer“ Bischofferode                                    | Südharz-Kalirevier           | 4. Jan. 1900  | 6. März 1910  | 600,5      | 22. Dez. 1993 | Bischofferode                                              | Bischofferode 1            | |
| Bischofferode 2 (Holungen, Bismarckshall III)                    | Kaliwerk Bischofferode                                                 | Gewerkschaft Bismarckshall / Wintershall / VEB Kaliwerk „Thomas Müntzer“ Bischofferode                                    | Südharz-Kalirevier           | 2. Jan. 1912  | 20. Dez. 1915 | 610        | 22. Dez. 1993 | Bischofferode                                              | Bischofferode 2            | |
| Bismarckshall-Samswegen (Samswegen)                              | Kaliwerk Bismarckshall                                                 | Gewerkschaft Bismarckshall                                                                                                | Norddeutsches Kalirevier     | 1906          | 1912          | 725        | 1. Mai 1922   | Samswegen                                                  | Bismarckshall-Samswegen    | |
| Bleicherode 1 (von Velsen I, Karl Liebknecht I)                  | Kaliwerk Bleicherode                                                   | Staatliches (preußisches) Kalisalzbergwerk Bleicherode                                                                    | Südharz-Kalirevier           | 1. Aug. 1899  | 25. Aug. 1901 | 630,7      | 16. Okt. 1990 | Bleicherode                                                | Bleicherode 1              | |
| Bleicherode 2 (von Velsen II, Karl Liebknecht II)                | Kaliwerk Bleicherode                                                   | Staatliches (preußisches) Kalisalzbergwerk Bleicherode                                                                    | Südharz-Kalirevier           | 1901          | 29. Juni 1903 | 664,7      | 16. Okt. 1990 | Bleicherode                                                | Bleicherode 2              | |
| Bodelschwing I                                                   | Staatliche Salzwerke Staßfurt                                          | Preußischer Bergfiskus | Nordharz-Kalirevier          | 1859          | 1859          | 12         |               | Staßfurt, zwischen Schlachthofstraße und Calbescher Straße | nicht genau lokalisierbar  | wegen nicht beherrschbarer Zuflüsse aufgegeben |
| Braunschweig-Lüneburg 1 (Grasleben 1)                            | Steinsalzwerk Braunschweig-Lüneburg                                    | Gewerkschaft Braunschweig-Lüneburg / Wintershall / K+S                                                                    | Nordharz-Kalirevier          | 1. Nov. 1910  | Aug. 1913     | 600        |               | Grasleben                                                  | Braunschweig-Lüneburg 1    | seit 1922 nur Steinsalzabbau |
| Braunschweig-Lüneburg 2 (Heidwinkel 1)                           | Steinsalzwerk Braunschweig-Lüneburg                                    | Gewerkschaft Braunschweig-Lüneburg / Wintershall / K+S                                                                    | Nordharz-Kalirevier          | 1. Apr. 1912  | Juni 1913     | 670        |               | Grasleben                                                  | Braunschweig-Lüneburg 2    | seit 1922 nur Steinsalzabbau |
| Braunschweig-Lüneburg 3 (Heidwinkel 2)                           | Steinsalzwerk Braunschweig-Lüneburg                                    | Gewerkschaft Braunschweig-Lüneburg / Wintershall / K+S                                                                    | Nordharz-Kalirevier          | 1937          | 1939          | 661,7      |               | Grasleben                                                  | Braunschweig-Lüneburg 3    | für Muna Heidwinkel abgeteuft; Kaliförderung von 1950 bis 1953 |
| Brefeld 1 (Tarthun 1)                                            | Staatliche Salzwerke Staßfurt                                          | Preußischer Bergfiskus | Nordharz-Kalirevier          | Okt. 1895     | Juli 1897     | 255,75     | 1924          | Tarthun                                                    | Brefeld                    | von 1935–45 Muna Tarthun |
| Brefeld 2 (Tarthun 2)                                            | Staatliche Salzwerke Staßfurt                                          | Preußischer Bergfiskus | Nordharz-Kalirevier          | 1912          | 1913          | 508        | 1924          | Tarthun                                                    | Brefeld 2                  | von 1935–45 Muna Tarthun |
| Buchberg                                                         | Kaliwerk Walbeck                                                       | Gewerkschaft Walbeck / Burbach                                                                                            | Nordharz-Kalirevier          | 1910          | 1913          | 522        | 1924          | Walbeck                                                    | Buchberg                   | Von 1937–45 Muna, am 26. Oktober 1946 gesprengt. U-Verlagerung Gazelle. |
| Burbach (Marie)                                                  | Kali- und Steinsalzwerk Bartensleben                                   | Gewerkschaft Burbach / VEB Kali- und Steinsalzwerk Bartensleben / Endlager für radioaktive Abfälle Morsleben (ERAM)       | Nordharz-Kalirevier          | 18. Mai 1897  | 11. Aug. 1898 | 310        | 1924          | Beendorf                                                   | Marie                      | 1937–45 U-Verlagerung Bulldogge; 1959–84 Hähnchenmast; 1986–96 Untertagedeponie für chemische Abfälle (Härtereisalze) |
| Burggraf (a)                                                     | Kaliwerk Bernsdorf                                                     | Gewerkschaft Bernsdorf | Saale-Unstrut-Kalirevier     | 3. Dez. 1910  | März 1911     | 27         |               | Kahlwinkel                                                 | Lage nicht bekannt         | während des Abteufens aufgegeben |
| Burggraf                                                         | Kaliwerk Bernsdorf                                                     | Gewerkschaft Bernsdorf / Burbach / VEB Verbundnetz Gas Böhlitz-Ehrenberg / Verbundnetz Gas AG                             | Saale-Unstrut-Kalirevier     | 5. Mai 1911   | 1913          | 599,1      | Feb. 1921     | Kahlwinkel                                                 | Burggraf                   | ab 1938 Nutzung durch die Wehrmacht; ab 1970 Untertagegasspeicher |
| Buttlar                                                          | Kaliwerk Buttlar                                                       | Gewerkschaft Buttlar / Wintershall                                                                                        | Werra-Fulda-Kalirevier       | 1. Nov. 1910  | 1914          | 408        | 1914          | Buttlar                                                    | Buttlar                    | 1913 Wassereinbruch bei 349 m Teufe, Abgang der Tübbingsäule, 6 Tote. 1914 Abteufen kriegsbedingt eingestellt |
| Carlsfund 1                                                      | Kaliwerk Rhüden                                                        | Gewerkschaft Carlsfund | Südhannoverscher Kalibezirk  | 7. Feb. 1896  | 1900          | 691        | 1925          | Rhüden                                                     | Carlsfund 1                | |
| Carlsfund 2                                                      | Kaliwerk Rhüden                                                        | Gewerkschaft Carlsfund | Südhannoverscher Kalibezirk  | 10. Mai 1913  | 1919          | 427        | 1922          | Rhüden                                                     | Carlsfund 2                | |
| Carlsglück (Britannia)                                           | Kaliwerk Wilhelmine-Carlsglück                                         | Wintershall | Nordhannoverscher Kalibezirk | Jan. 1911     | 17. März 1912 | 630        | 1924          | Hülsen                                                     | Carlsglück                 | ab 1914 Wetterschacht, von 1938–45 Kriegsmarine, seit 1973 Erdölspeicher |
| Carlshall                                                        | Kaliwerk Hohenfels                                                     | Gewerkschaft Hohenfels | Südhannoverscher Kalibezirk  | 21. Sep. 1910 | 21. Okt. 1912 | 830        | 1928          | Lühnde                                                     | Carlshall                  | von 1938–45 Muna |
| Coburg (Neuwerk 1, Aderstedt 1)                                  | Kaliwerk Aderstedt                                                     | Wintershall / Kombinat Kali / K+S                                                                                         | Nordharz-Kalirevier          | Nov. 1912     | 1914          | 462        | 1924          | Aderstedt                                                  | Coburg                     | |
| Conow                                                            | Kaliwerk Conow                                                         | Gewerkschaft Conow | Norddeutsches Kalirevier     | 16. Dez. 1912 | Aug. 1913     | 720        | 1926          | Conow                                                      | Conow                      | |
| Craja 1 (Kraja 1)                                                | Kaliwerk Craja                                                         | Gewerkschaft Craja | Südharz-Kalirevier           | 13. Mai 1911  | 8. Feb. 1912  | 569        | Mai 1922      | Kraja                                                      | Craja 1                    | Wetterschacht bis 1994 |
| Craja 2 (Kraja 2)                                                | Kaliwerk Craja                                                         | Gewerkschaft Craja | Südharz-Kalirevier           | 4. Dez. 1912  | 3. Dez. 1915  | 599        | 28. Aug. 1967 | Kraja                                                      | Craja 2                    | Wetterschacht bis 1993 |
| Dankmarshausen (Alexandershall III)                              | Kaliwerk Alexandershall                                                | Gewerkschaft Alexandershall / Wintershall                                                                                 | Werra-Fulda-Kalirevier       | 1910          | 1903          | 434        | 1922          | Dankmarshausen                                             | Dankmarshausen             | |
| Desdemona 1 (Robert)                                             | Kaliwerk Desdemona                                                     | Gewerkschaft Desdemona / Burbach                                                                                          | Südhannoverscher Kalibezirk  | 6. Feb. 1900  | 23. Juli 1904 | 702        | 24. Juni 1932 | Godenau                                                    | Desdemona 1                | ab 1934 Muna |
| Desdemona 2                                                      | Kaliwerk Desdemona                                                     | Gewerkschaft Desdemona / Burbach                                                                                          | Südhannoverscher Kalibezirk  | 8. Jan. 1911  | 1913          | 722,5      | 1923          | Godenau                                                    | Desdemona 2                | ab 1934 Muna |
| Deutsche Kaliwerke 1 (Bernterode I, Preußen)                     | Kaliwerk Sollstedt                                                     | Deutsche Kaliwerke | Südharz-Kalirevier           | 14. Jan. 1905 | 5. Feb. 1906  | 572,5      | 7. März 1931  | Bernterode                                                 | Bernterode I               | Ab 1934 Muna |
| Deutsche Kaliwerke 2 (Bernterode II, Sachsen)                    | Kaliwerk Sollstedt                                                     | Deutsche Kaliwerke | Südharz-Kalirevier           | Okt. 1910     | Feb. 1912     | 587        | 7. März 1931  | Bernterode                                                 | Bernterode II              | Ab 1934 Muna |
| Deutschland (Justenberg)                                         | Kaliwerk Ronnenberg                                                    | Gewerkschaft Deutschland / Alkaliwerke Ronnenberg / Kali Chemie AG / K+S                                                  | Südhannoverscher Kalibezirk  | 31. März 1905 | 20. Dez. 1906 | 610        | 30. Juni 1975 | Weetzen                                                    | Deutschland                | ab 1918 nur noch Steinsalzförderung |
| Dingelstedt (Mönchhai, Wilhelm v. Recklinghausen)                | Salzbergwerk Dingelstedt                                               | Gewerkschaft Dingelstedt (Gewerkschaft Wilhelmshall zu Anderbeck)                                                         | Nordharz-Kalirevier          | Apr. 1910     | 1913          | 611        | 1926          | Dingelstedt am Huy                                         | Dingelstedt                | ab 15. April 1935 Muna, nach 1948 TBC-Heilstätte, von 1974–78 verwahrt |
| Dittrichshall (Dittrichshall I, Fortschrittschacht II)           | Kaliwerk Dittrichshall                                                 | Mansfeldsche kupferschieferbauende Gewerkschaft                                                                           | Saale-Unstrut-Kalirevier     | 1913          | 1914          | 621,5      | 1926          | Unterrißdorf                                               | Dittrichshall              | als Kupferschieferschacht begonnen, Zufallsfund eines 12 m mächtigen Kaliflözes in 304 m Teufe, als Dittrichshall gemutet. Bis 1926 Parallelbetrieb als Kali- und Kupferbergwerk, danach nur noch Kupferschieferförderung. |
| Dreilinden I                                                     | Kaliwerk Roßleben                                                      | Gewerkschaft Roßleben | Saale-Unstrut-Kalirevier     | 1913          | 1913          | 8          | 1913          | Roßleben                                                   | Dreilinden I               | beim Teufen aufgegeben, Lage nicht mehr exakt lokalisierbar |
| Dreilinden II                                                    | Kaliwerk Roßleben                                                      | Gewerkschaft Roßleben | Saale-Unstrut-Kalirevier     | 1913          | 1913          | 5          | 1913          | Roßleben                                                   | Dreilinden II              | beim Teufen aufgegeben, Lage nicht mehr exakt lokalisierbar |
| Ehmen (Ehmen II)                                                 | Kaliwerk Einigkeit                                                     | Gewerkschaft Einigkeit I                                                                                                  | Nordhannoverscher Kalibezirk | 26. Sep. 1910 | 1913          | 680        | 31. Dez. 1925 | Ehmen                                                      | Ehmen                      | |
| Einigkeit I (Ehmen I)                                            | Kaliwerk Einigkeit                                                     | Gewerkschaft Einigkeit I                                                                                                  | Nordhannoverscher Kalibezirk | 25. Apr. 1899 | 7. Feb. 1901  | 675        | 31. Dez. 1925 | Ehmen                                                      | Einigkeit I                | |
| Einigkeit II (Prinz Adelbert)                                    | Kaliwerk Einigkeit                                                     | Kaliwerke Prinz Adalbert / Gewerkschaft Einigkeit I                                                                       | Nordhannoverscher Kalibezirk | 6. Dez. 1905  | Feb. 1913     | 712        | 1. Sep. 1925  | Ovelgönne                                                  | Einigkeit II               | |
| Einigkeit III (Hambühren)                                        | Kaliwerk Einigkeit                                                     | Bergbaugesellschaft Hambühren m. b. H. / Gewerkschaft Einigkeit III / Kaliwerke Prinz Adalbert / Gewerkschaft Einigkeit I | Nordhannoverscher Kalibezirk | 20. Nov. 1913 | 5. Sep. 1915  | 711        | 1. Sep. 1925  | Hambühren                                                  | Einigkeit III              | |
| Ellers                                                           | Kaliwerk Neuhof-Ellers                                                 | Gewerkschaft Ellers / Wintershall / K+S                                                                                   | Werra-Fulda-Kalirevier       | 25. März 1912 | 1920          | 552        |               | Neuhof                                                     | Ellers                     | von 1926 bis 1956 stillgelegt |
| Ellers Schacht II                                                | Kaliwerk Neuhof-Ellers                                                 | Gewerkschaft Ellers / Wintershall / K+S                                                                                   | Werra-Fulda-Kalirevier       | 1914          | 1914          | -          |               | Neuhof                                                     | Ellers Schacht II          | kurz nach Teufbeginn eingestellt |
| Ellers Schacht III                                               | Kaliwerk Neuhof-Ellers                                                 | Gewerkschaft Ellers / Wintershall / K+S                                                                                   | Werra-Fulda-Kalirevier       | 1914          | 1914          | -          |               | Neuhof                                                     | Ellers Schacht III         | kurz nach Teufbeginn eingestellt |
| Emmersonschacht                                                  |                                                                        | Preußischer Fiskus | Nordharz-Kalirevier          | Apr. 1866     | Aug. 1867     | 16         |               | Staßfurt, nicht genau lokalisierbar                        | Staßfurt Häuerstraße       | beim Teufen durch starke Wasserzuflüsse ersoffen |
| Erbprinz (Neuwerk II, Aderstedt 2)                               | Kaliwerk Aderstedt                                                     | Gewerkschaft Erbprinz / A.G. Deutsche Kaliwerke / Wintershall / Kombinat Kali / K+S                                       | Nordharz-Kalirevier          | Nov. 1912     | 1914          | 441,5      | 1924          | Aderstedt                                                  | Erbprinz                   | 1925 verwahrt, 1953 wieder aufgewältigt; aktiver Wetterschacht Werk Bernburg |
| Erichsegen                                                       | Kaliwerk Bergmannssegen-Hugo                                           | Gewerkschaft Erichsegen / Wintershall / K+S                                                                               | Südhannoverscher Kalibezirk  | 25. Nov. 1912 | Sep. 1916     | 600        | 1927          | Lehrte                                                     | Erichsegen                 | ab 1935 Muna, bis 1994 Wetterschacht für Bergmannssegen-Hugo |
| Ernsthall (Georgischacht)                                        | Kaliwerk Vereinigte Ernsthall                                          | Mansfeldsche kupferschieferbauende Gewerkschaft                                                                           | Saale-Unstrut-Kalirevier     | 1. März 1898  | 1902          | 400        | 1. Apr. 1926  | Wansleben am See                                           | Ernsthall                  | U-Verlagerung Biber II |
| Eva                                                              | Bergwerk „Vereinigte Steuden“                                          | Gewerkschaft Eva | Saale-Unstrut-Kalirevier     | Juli 1912     | Juni 1913     | 153,7      |               | Steuden                                                    | Eva                        | beim Teufen ersoffen |
| Felsenfest (Hüpstedt II)                                         | Kaliwerk Hüpstedt                                                      | Gewerkschaft Felsenfest / Wintershall                                                                                     | Südharz-Kalirevier           | 15. Dez. 1909 | Aug. 1912     | 868,5      | 1926          | Hüpstedt                                                   | Felsenfest                 | 1938 ersoffen |
| Ferna                                                            | Kaliwerk Ferna                                                         | Gewerkschaft Ferna / Wintershall                                                                                          | Südharz-Kalirevier           | 1911          | 31. Juli 1914 | 84,20      |               | Ferna                                                      | Ferna                      | Teufen kriegsbedingt eingestellt, nach Kriegsende endgültig stillgelegt |
| Friedrich Franz                                                  | Kali- und Steinsalzbergwerk Lübtheen                                   | Mecklenburgische Gewerkschaft „Friedrich Franz“                                                                           | Norddeutsches Kalirevier     | Apr. 1897     | Mai 1906      | 680        | 9. Dez. 1916  | Lübtheen                                                   | Friedrich Franz            | ungeplant ersoffen |
| Friedrichroda I (Saalburg)                                       | Kaliwerk Friedrichroda                                                 | Harzer Bergbaugesellschaft / Gewerkschaft Friedrichroda / Burbach                                                         | Südhannoverscher Kalibezirk  | 7. Juli 1911  | 1914          | 615        | 1924          | Flachstöckheim                                             | Friedrichroda I            | |
| Friedrichroda II                                                 | Kaliwerk Friedrichroda                                                 | Harzer Bergbaugesellschaft / Gewerkschaft Friedrichroda / Burbach                                                         | Südhannoverscher Kalibezirk  | 1914          | Aug. 1914     | 10         | 1924          | Flachstöckheim                                             |                            | Abteufen kriegsbedingt eingestellt, Schacht nicht mehr lokalisierbar |
| Friedrichshall 1                                                 | Kaliwerk Friedrichshall                                                | Kaliwerke Neu-Staßfurt-Friedrichshall AG / K+S                                                                            | Südhannoverscher Kalibezirk  | 12. März 1902 | 5. Juli 1905  | 720        | 1981          | Sehnde                                                     | Friedrichshall 1           | Weiternutzung als Wetterschacht |
| Friedrichshall 2                                                 | Kaliwerk Friedrichshall                                                | Kaliwerke Neu-Staßfurt-Friedrichshall AG / K+S                                                                            | Südhannoverscher Kalibezirk  | 28. März 1911 | 7. Okt. 1912  | 813,5      | 1981          | Sehnde                                                     | Friedrichshall 2           | |
| Frisch Glück 1 (Kaiser Wilhelm der Große)                        | Kaliwerk Desdemona                                                     | Gewerkschaft Frisch Glück / Burbach-Kaliwerke                                                                             | Südhannoverscher Kalibezirk  | 10. Juni 1900 | Aug. 1904     | 686        | Aug. 1921     | Eime                                                       | Frisch Glück 1             | |
| Frisch Glück 2 (Elsbeth)                                         | Kaliwerk Desdemona                                                     | Gewerkschaft Frisch Glück / Burbach-Kaliwerke                                                                             | Südhannoverscher Kalibezirk  | 12. Sep. 1910 | 1914          | 640        | Aug. 1921     | Eime                                                       | Frisch Glück 2             | |
| Fürstenhall                                                      | Kaliwerk Fürstenhall                                                   | Gewerkschaft Fürstenhall / Burbach / K+S                                                                                  | Südhannoverscher Kalibezirk  | 5. Feb. 1908  | 27. Juli 1913 | 775        | 1922          | Ahrbergen                                                  | Fürstenhall                | ab 1935 Muna, bis 1987 Material- und Wetterschacht |
| Gebra (Alfred Sobik)                                             | Kaliwerk Sollstedt                                                     | Gewerkschaft Gebra / Wintershall / Kombinat Kali                                                                          | Südharz-Kalirevier           | Nov. 1910     | 6. Sep. 1912  | 680        | 1992          | Obergebra                                                  | Gebra                      | |
| Georg                                                            | Kaliwerk „Heinrich Rau“ Roßleben                                       | Gewerkschaft Georg / Salzdetfurth / Kombinat Kali                                                                         | Saale-Unstrut-Kalirevier     | 12. Jan. 1912 | Juli 1914     | 548,5      | 1966          | Wangen                                                     | Georg                      | |
| Gilten (Hedwig)                                                  | Kaliwerk Grethem                                                       | Deutsche Kaliwerke / Wintershall                                                                                          | Nordhannoverscher Kalibezirk | 17. Dez. 1912 | Feb. 1914     | 480        | 1924          | Grethem                                                    | Gilten                     | |
| Glückauf (Brügmannschacht, Glückauf 1, Sondershausen 1)          | Kaliwerk Glückauf Sondershausen                                        | Gewerkschaft Glückauf / Wintershall / Kombinat Kali / GSES                                                                | Südharz-Kalirevier           | 1. Mai 1893   | 28. Sep. 1895 | 670        | 21. Juni 1991 | Sondershausen                                              | Glückauf 1                 | Untertagedeponie mit geringer Steinsalzgewinnung; Besucherbergwerk |
| Glückauf Bebra (Petersenschacht, Glückauf 2)                     | Kaliwerk Glückauf Sondershausen                                        | Gewerkschaft Glückauf Bebra / Wintershall / Kombinat Kali / GSES                                                          | Südharz-Kalirevier           | 1. Mai 1907   | Sep. 1910     | 793,5      | 31. März 1914 | Sondershausen                                              | Glückauf 2                 | Bis 1994 Wetterschacht, verwahrt. |
| Glückauf Berka (Müserschacht, Glückauf 3)                        | Kaliwerk Glückauf Sondershausen                                        | Gewerkschaft Glückauf Berka / Wintershall / Kombinat Kali / GSES                                                          | Südharz-Kalirevier           | 2. März 1911  | 29. Juli 1912 | 655        | 1924          | Sondershausen                                              | Glückauf 3                 | Ab 1. September 1940 Muna. 1994 verwahrt. |
| Glückauf Ost 4 (Raudeschacht, Glückauf 4)                        | Kaliwerk Glückauf Sondershausen                                        | Gewerkschaft Glückauf Ost / Wintershall / Kombinat Kali / GSES                                                            | Südharz-Kalirevier           | 2. Okt. 1911  | 10. Apr. 1913 | 746        | 1924          | Sondershausen                                              | Glückauf 4                 | Ab 1. September 1940 Muna. 1997 verwahrt. |
| Glückauf Ost 5 (Esserschacht, Glückauf 5)                        | Kaliwerk Glückauf Sondershausen                                        | Gewerkschaft Glückauf Ost / Wintershall / Kombinat Kali / GSES                                                            | Südharz-Kalirevier           | 15. Juli 1912 | 6. Dez. 1913  | 752,2      | Jan. 1991     | Sondershausen                                              | Glückauf 5                 | |
| Glückauf Ost 6 (von Nesse, Glückauf 6)                           | Kaliwerk Glückauf Sondershausen                                        | Gewerkschaft Glückauf Ost / Wintershall / Kombinat Kali / GSES                                                            | Südharz-Kalirevier           | 3. Dez. 1912  | 20. Mai 1914  | 695,6      | 1924          | Sondershausen                                              | Glückauf 6                 | von 1970 bis 1994 Material- und Wetterschacht |
| Glückauf Sarstedt                                                | Kaliwerk Glückauf-Sarstedt                                             | Gewerkschaft Friedrichshall / Kali-Chemie AG / K+S                                                                        | Südhannoverscher Kalibezirk  | 18. Aug. 1905 | Jan. 1909     | 760        | 1926          | Sarstedt                                                   | Glückauf Sarstedt          | |
| Glücksborn                                                       |                                                                        | Gewerkschaft Glücksborn / Kali-Industrie / Wintershall                                                                    | Nordhannoverscher Kalibezirk | 1913          | Aug. 1914     | 101,8      |               | Ahnebergen                                                 | Glücksborn                 | beim Teufen kriegsbedingt eingestellt |
| Graf Moltke (Schönebeck)                                         | Saline Schönebeck                                                      | Preußischer Fiskus | Nordharz-Kalirevier          | 9. Mai 1873   | 1890          | 445        | 31. Dez. 1967 | Schönebeck                                                 | Graf Moltke                | nur Steinsalz, Soleförderung; geflutet |
| Grethem Büchten (Reichenhall)                                    | Kaliwerk Grethem                                                       | Gewerkschaft Reichenhall                                                                                                  | Nordhannoverscher Kalibezirk | 2. Jan. 1911  | 1. Okt. 1912  | 700        | Apr. 1924     | Grethem                                                    | Grethem Büchten            | 1930 geflutet |
| Gröna                                                            | Steinsalzbergwerk Bernburg                                             | Gewerkschaft Gröna / Bernburger Kaliwerke / Kombinat Kali / ESCO                                                          | Nordharz-Kalirevier          | 24. Apr. 1912 | 1913          | 529        |               | Bernburg                                                   | Gröna                      | |
| Großherzogin Sophie                                              | Kaliwerk Großherzogin Sophie                                           | Gewerkschaft Kaliwerk Großherzogin Sophie / Kali-Industrie / Wintershall                                                  | Werra-Fulda-Kalirevier       | 29. Dez. 1911 | Aug. 1914     | 85         |               | Stadtlengsfeld                                             | Großherzogin Sophie        | |
| Großherzog von Sachsen 1 (Georg, Dietlas)                        | Kaliwerk Großherzog von Sachsen                                        | Gewerkschaft Großherzog von Sachsen                                                                                       | Werra-Fulda-Kalirevier       | 12. Jan. 1898 | 1. Feb. 1905  | 560        | 1966          | Dietlas                                                    | Großherzog von Sachsen 1   | Während WK II Einlagerung von Archivbeständen aus Weimar, Eisenach und Meiningen sowie Gegenständen aus dem Goethemuseum Weimar.                                                                                           |
| Großherzog von Sachsen 2 (Menzengraben)                          | Kaliwerk Großherzog von Sachsen                                        | Gewerkschaft Großherzog von Sachsen                                                                                       | Werra-Fulda-Kalirevier       | 1. Feb. 1911  | 2. Juli 1915  | 538        | 1966          | Menzengraben                                               | Großherzog von Sachsen 2   | Während WK II Nutzung durch Luftwaffe und Heeresverwaltung als Depot |
| Großherzog von Sachsen 3                                         | Kaliwerk Großherzog von Sachsen                                        | Gewerkschaft Großherzog von Sachsen                                                                                       | Werra-Fulda-Kalirevier       | 1. Feb. 1911  | Aug. 1923     | 540        | 1966          | Menzengraben                                               | Großherzog von Sachsen 3   | Während WK II Nutzung durch Luftwaffe und Heeresverwaltung als Depot |
| Großherzog Wilhelm Ernst 1 (Oldisleben 1)                        | Kaliwerk Großherzog Wilhelm Ernst                                      | Gewerkschaft Großherzog Wilhelm Ernst zu Oldisleben                                                                       | Südharz-Kalirevier           | 9. Dez. 1905  | 1908          | 595        | 1922          | Oldisleben                                                 | Großherzog Wilhelm Ernst 1 | nach 1922 ersoffen |
| Großherzog Wilhelm Ernst 2 (Heinthal, Oldisleben 2)              | Kaliwerk Großherzog Wilhelm Ernst                                      | Gewerkschaft Großherzog Wilhelm Ernst zu Oldisleben                                                                       | Südharz-Kalirevier           | Nov. 1912     | 1914          | 565        | 1922          | Oldisleben                                                 | Großherzog Wilhelm Ernst 2 | nach 1922 ersoffen |
| Güntershall (Robertshall)                                        | Kaliwerk Günthershall                                                  | Gewerkschaft Günthershall                                                                                                 | Südharz-Kalirevier           | 18. Jan. 1905 | 1907          | 630        | 20. Nov. 1925 | Göllingen                                                  | Güntershall                | 1936 ersoffen |
| Habighorst (Fallersleben)                                        | Kaliwerk Habighorst                                                    | Bergwerksgesellschaft Habighorst                                                                                          | Nordhannoverscher Kalibezirk | 15. Jan. 1911 | Feb. 1914     | 731        | 1924          | Habighorst                                                 | Habighorst                 | Zweitschacht für Mariaglück |
| Hadmersleben 1                                                   | Kaliwerk Hadmersleben                                                  | | Nordharz-Kalirevier          | 6. Dez. 1906  | 1910          | 573        |               | Hadmersleben                                               | Hadmersleben 1             | ab 1944 Rüstungsproduktion, nach 1945 ersoffen |
| Hadmersleben 2                                                   | Kaliwerk Hadmersleben                                                  | | Nordharz-Kalirevier          | 7. Nov. 1910  | 1914          | 669        |               | Hadmersleben                                               | Hadmersleben 2             | ab 1944 Rüstungsproduktion, nach 1945 ersoffen |
| Haidkopf                                                         | Kaliwerk Neuhof-Ellers                                                 | Gewerkschaft Haidkopf | Werra-Fulda-Kalirevier       | 14. Jan. 1913 | 1914          | 14         |               | Neuhof                                                     | Haidkopf                   | beim Teufen aufgegeben |
| Hallesche Kaliwerke (Halle)                                      | Kaliwerk Halle                                                         | Hallesche Kalibergwerke A.G. / Hallesche Salzwerke / Kombinat Kali                                                        | Saale-Unstrut-Kalirevier     | 7. Aug. 1908  | 1911          | 761        | 1928          | Zscherben                                                  | Halle                      | in den 1960er-Jahren bis zum 1. Juni 1965 untertägige Steinsalzsolung, 1988 mit Pfropfen verschlossen, 1993 wieder aufgewältigt, Wetterschacht für Teutschenthal                                                           |
| Oedesse                                                          | Kaliwerk Oedesse                                                       | Hannoversche Kaliwerke / Salzdetfurth                                                                                     | Nordhannoverscher Kalibezirk | Apr. 1905     | 1912          | 905        | 1926          | Oedesse                                                    | Oedesse                    | am 12. August 1936 ersoffen |
| Hansa-Silberberg 1                                               | Kaliwerk Hansa-Silberberg                                              | Gewerkschaft Hansa-Silberberg / Salzdetfurth / K+S                                                                        | Südhannoverscher Kalibezirk  | 7. Nov. 1896  | Apr. 1908     | 700        | 27. Juli 1973 | Empelde                                                    | Hansa-Silberberg 1         | kontrollierte Flutung von 1979 bis 1984 |
| Hansa-Silberberg 2                                               | Kaliwerk Hansa-Silberberg                                              | Gewerkschaft Hansa-Silberberg / Salzdetfurth / K+S                                                                        | Südhannoverscher Kalibezirk  | 23. Jan. 1912 | 1921          | 818        | 27. Juli 1973 | Empelde                                                    | Hansa-Silberberg 2         | kontrollierte Flutung von 1979 bis 1984 |
| Hansa 3                                                          | Kaliwerk Hansa-Silberberg                                              | Gewerkschaft Hansa-Silberberg / Salzdetfurth / K+S                                                                        | Südhannoverscher Kalibezirk  | 7. Nov. 1896  | Apr. 1908     | 1016       | 27. Juli 1973 | Empelde                                                    | Hansa 3                    | kontrollierte Flutung von 1979 bis 1984 |
| Hattorf                                                          | Kaliwerk Hattorf (Verbundbergwerk Werra)                               | Kaliwerke Aschersleben / Salzdetfurth / Wintershall / K+S                                                                 | Werra-Fulda-Kalirevier       | 1. Sep. 1905  | 30. Mai 1908  | 711        |               | Philippsthal                                               | Hattorf                    | |
| Hedwigsburg (Sascha)                                             | Kaliwerk Hedwigsburg                                                   | Gewerkschaft Hedwigsburg                                                                                                  | Nordharz-Kalirevier          | 12. Nov. 1895 | 1897          | 278        | 31. Okt. 1921 | Neindorf                                                   | Hedwigsburg                | 1921 unkontrollierter Laugeneinbruch auf der 195-m-Sohle, am 10./11. April 1936 Bruch der Schachtröhre und durch aufgehende Wässer Entstehung des Schachtsees                                                              |
| Heiligenmühle                                                    |                                                                        | Gewerkschaft Heiligenmühle                                                                                                | Werra-Fulda-Kalirevier       | Apr. 1911     | März 1919     | 566        |               | Oechsen                                                    | Heiligenmühle              | kriegsbedingt eingestellt; Plattendolomit nicht durchteuft |
| Heiligenroda 1 (Springen 1, Einheit 1)                           | Kaliwerk Heiligenroda                                                  | Gewerkschaft Heiligenroda / Kombinat Kali                                                                                 | Werra-Fulda-Kalirevier       | 1907          | Nov. 1919     | 393        | 1964          | Springen                                                   | Heiligenroda 1             | bis 1992 Materialschacht |
| Heiligenroda 2 (Springen 2, Einheit 2)                           | Kaliwerk Heiligenroda                                                  | Gewerkschaft Heiligenroda / Kombinat Kali                                                                                 | Werra-Fulda-Kalirevier       | 1911          | Juni 1913     | 359        | 1964          | Springen                                                   | Heiligenroda 2             | bis 1992 Materialschacht |
| Heiligenroda 3 (Springen 3, Einheit 3)                           | Kaliwerk Heiligenroda                                                  | Gewerkschaft Heiligenroda / Kombinat Kali                                                                                 | Werra-Fulda-Kalirevier       | 1911          | Dez. 1913     | 375        | 1992          | Springen                                                   | Heiligenroda 3             | |
| Heiligenroda 4 (Dönges 1, Springen 4, Möllersgrund 4, Einheit 4) | Kaliwerk Dönges                                                        | Gewerkschaft Dönges / Gewerkschaft Heiligenroda / Kombinat Kali                                                           | Werra-Fulda-Kalirevier       | 1912          | Juli 1913     | 435        | 1922          | Möllersgrund                                               | Heiligenroda 4             | Wetterschacht |
| Heiligenroda 5 (Dönges 2, Springen 5, Möllersgrund 5, Einheit 5) | Kaliwerk Heiligenroda                                                  | Gewerkschaft Heiligenroda / Kombinat Kali                                                                                 | Werra-Fulda-Kalirevier       | 1912          | Mai 1914      | 411        | 1922          | Möllersgrund                                               | Heiligenroda 5             | Wetterschacht |
| Heimboldshausen (Hera)                                           | Kaliwerk Hattorf (Verbundbergwerk Werra)                               | Kaliwerke Aschersleben / Salzdetfurth / Wintershall / K+S                                                                 | Werra-Fulda-Kalirevier       | 17. Dez. 1909 | 1913          | 803        | 1920          | Heimboldshausen                                            | Heimboldshausen            | Wetterschacht |
| Heinrichssegen                                                   |                                                                        | Soltauer Kaliwerke / Gewerkschaft Heinrichssegen                                                                          | Nordhannoverscher Kalibezirk | Jan. 1914     | Aug. 1914     | 8 (25)     |               | Soltau                                                     | Heinrichssegen             | während des Abteufens kriegsbedingt eingestellt, nicht mehr genau lokalisierbar |
| Heitersheim (Buggingen III)                                      | Kaliwerk Buggingen                                                     | K+S | Oberrheinisches Kalirevier   | 14. Apr. 1961 | Apr. 1963     | 1115,4     | 30. Apr. 1973 | Heitersheim                                                | Heitersheim                | |
| Heldrungen II (Anna)                                             | Kaliwerk Heldrungen II                                                 | Gewerkschaft Heldrungen II                                                                                                | Saale-Unstrut-Kalirevier     | 1902          | 1906          | 491        | 1919          | Oberheldrungen                                             | Heldrungen II              | 1919 wegen wiederholter Wassereinbrüche aufgegeben |
| Herfa                                                            | Untertagedeponie Herfa-Neurode                                         | Gewerkschaft Herfa / Wintershall / K+S                                                                                    | Werra-Fulda-Kalirevier       | 15. Juli 1911 | 1913          | 735        | 1925          | Herfa                                                      | Herfa                      | seit 1972 Untertagedeponie |
| Heringen                                                         | Kaliwerk Heringen (Verbundbergwerk Werra)                              | Gewerkschaft Heringen / Wintershall / K+S                                                                                 | Werra-Fulda-Kalirevier       | 1. Juli 1907  | 1911          | 473        | 1923          | Heringen                                                   | Heringen                   | Wetterschacht |
| von der Heydt                                                    | Königlich preußisches Salzwerk Staßfurt                                | Preußischer Fiskus | Nordharz-Kalirevier          | 4. Dez. 1851  | Okt. 1856     | 334        | 30. Juni 1893 | Staßfurt                                                   | von der Heydt              | erster Kalischacht der Welt |
| Hildasglück                                                      | Kaliwerk Wittekind-Hildasglück                                         | Gewerkschaft Hildasglück / Burbach                                                                                        | Südhannoverscher Kalibezirk  | 1909          | Juni 1915     | 949        | 1938          | Ertinghausen                                               | Hildasglück                | ab 30. April 1938 Munitionslager der Wehrmacht, infolge Munitionsexplosion 28.–30. September 1945 ersoffen |
| Hildesia                                                         | Kaliwerk Hildesia                                                      | Gewerkschaft Hildesia / Ronnenberg / K+S                                                                                  | Südhannoverscher Kalibezirk  | 27. Okt. 1897 | 1907          | 919        | 1930          | Diekholzen                                                 | Hildesia                   | Am 1. November 1939 Muna; ab September 1950 Wiederaufnahme der Förderung bis Ende des Jahrzehnts. |
| Hindenburg (Napoleon, Reyershausen)                              | Kaliwerk Hindenburg                                                    | Gewerkschaft Königshall                                                                                                   | Südharz-Kalirevier           | Nov. 1911     | Nov. 1915     | 875        | 21. Feb. 1969 | Reyershausen                                               | Hindenburg                 | |
| Hohenfels                                                        | Kaliwerk Hohenfels                                                     | Gewerkschaft Hohenfels / Deutsche Kaliwerke / Wintershall                                                                 | Südhannoverscher Kalibezirk  | 23. März 1897 | 5. Sep. 1901  | 610        | 1927          | Wehmingen                                                  | Hohenfels                  | ab 20. Januar 1939 Muna. |
| Hohenzollern (Deutschland)                                       | Kaliwerk Hohenzollern                                                  | Gewerkschaft Hohenzollern / Gewerkschaft Glückauf-Sondershausen / Wintershall                                             | Südhannoverscher Kalibezirk  | 1. Okt. 1896  | 1998          | 720        | 1925          | Freden                                                     | Hohenzollern               | von 1948 bis 1951 geflutet |
| Hope                                                             | Kaliwerk Hope                                                          | Gewerkschaft Hope / Adler-Kaliwerke / Wintershall / K+S                                                                   | Nordhannoverscher Kalibezirk | 1909          | 21. Dez. 1911 | 620        | 1982          | Hope                                                       | Hope                       | 1924 stillgelegt, 1960er wieder aufgenommen, Flutung 1984/85 |
| Hüpstedt                                                         | Kaliwerk Hüpstedt                                                      | Gewerkschaft Hüpstedt / Wintershall                                                                                       | Südharz-Kalirevier           | 15. Dez. 1909 | 1912          | 880        | 1926          | Hüpstedt                                                   | Hüpstedt                   | |
| Hugo                                                             | Kaliwerk Bergmannssegen-Hugo                                           | Gewerkschaft Hugo / Sauer-Gruppe / Wintershall / K+S                                                                      | Südhannoverscher Kalibezirk  | 2. Jan. 1908  | 30. Juni 1909 | 943        | 1994          | Sehnde                                                     | Hugo                       | |
| Ilberstedt (Johanne)                                             | Kaliwerk Ilberstedt                                                    | Gewerkschaft Ilberstedt / Kali-Industrie AG                                                                               | Nordharz-Kalirevier          | Apr. 1911     | 1912          | 575,5      | 1924          | Ilberstedt                                                 | Ilberstedt                 | Wetterschacht Steinsalzbergwerk Bernburg |
| Ilsenburg (Hildegard)                                            | Kaliwerk Hildegard                                                     | Gewerkschaft Ilsenburg / Kaliwerke Neu-Staßfurt-Friedrichshall                                                            | Norddeutsches Kalirevier     | 15. Nov. 1911 | 30. Okt. 1914 | 244        | 1914          | Wustrow                                                    | Ilsenburg                  | am 30. Oktober 1914 während des Abteufens ersoffen |
| Immenrode                                                        | Kaliwerk Immenrode                                                     | Gewerkschaft Immenrode | Südharz-Kalirevier           | 29. März 1905 | 1908          | 832,8      | 1924          | Kleinfurra                                                 | Immenrode                  | Ab 1. Mai 1937 Muna |
| Irmgard                                                          | Kaliwerk Irmgard                                                       | Gewerkschaft Irmgard | Saale-Unstrut-Kalirevier     | 1911          | 1912          | 405        | 1923          | Hauteroda                                                  | Irmgard                    | 1925 ersoffen |
| Jessenitz I (Herzog Regent)                                      | Kali- und Steinsalzbergwerk Jessenitz                                  | Mecklenburgische Kalisalzwerke Jessenitz A.G.                                                                             | Norddeutsches Kalirevier     | 1886          | 1901          | 620        | 11. Juni 1912 | Lübtheen                                                   | Jessenitz I                | Am 24. Juni 1906 ersoffen |
| Jessenitz II (Volzrade)                                          | Kali- und Steinsalzbergwerk Jessenitz                                  | Mecklenburgische Kalisalzwerke Jessenitz A.G.                                                                             | Norddeutsches Kalirevier     | 1911          | 1913          | 5          | 11. Juni 1912 | Lübtheen                                                   | Jessenitz II               | nach Vorteufe aufgegeben |
| Johannashall (Kurt)                                              | Kaliwerk Johannashall                                                  | Gewerkschaft Johannashall                                                                                                 | Saale-Unstrut-Kalirevier     | 25. Okt. 1899 | 1903          | 555        | 1922          | Johannashall                                               | Johannashall               | Förderverbindung zur Saale bei 92 m Teufe (Henriettenstolln) |
| Kaiseroda 1 (Merkers, Ernst Thälmann 1)                          | Kaliwerk Merkers                                                       | Gewerkschaft Kaiseroda / Wintershall / Kombinat Kali / K+S                                                                | Werra-Fulda-Kalirevier       | Jan. 1895     | 1900          | 391        | 1966          | Hämbach                                                    | Kaiseroda 1                | Teil des Verbundbergwerkes Werra |
| Kaiseroda 2 (Merkers 2, Ernst Thälmann 2)                        | Kaliwerk Merkers                                                       | Gewerkschaft Kaiseroda / Wintershall / Kombinat Kali / K+S                                                                | Werra-Fulda-Kalirevier       | 28. Nov. 1910 | 11. Dez. 1914 | 530        | 22. Juni 1993 | Merkers                                                    | Kaiseroda 2                | Teil des Verbundbergwerkes Werra |
| Kaiseroda 3 (Merkers 3, Ernst Thälmann 3)                        | Kaliwerk Merkers                                                       | Gewerkschaft Kaiseroda / Wintershall / Kombinat Kali / K+S                                                                | Werra-Fulda-Kalirevier       | 25. Nov. 1910 | 1921          | 555        | 22. Juni 1993 | Merkers                                                    | Kaiseroda 3                | Teil des Verbundbergwerkes Werra |
| Kleinbodungen 1 (Althans I)                                      | Kaliwerk Bleicherode                                                   | Preußischer Bergfiskus | Südharz-Kalirevier           | 1. Juli 1911  | 15. Aug. 1912 | 659        | 27. Aug. 1932 | Kleinbodungen                                              | Kleinbodungen 1            | Ab 15. April 1935 Muna. |
| Kleinbodungen 2 (Althans II)                                     | Kaliwerk Bleicherode                                                   | Preußischer Bergfiskus | Südharz-Kalirevier           | 1. Dez. 1911  | 15. Jan. 1913 | 638        | 27. Aug. 1932 | Kleinbodungen                                              | Kleinbodungen 2            | Ab 15. April 1935 Muna. |
| Kleinschierstedt 1 (Schierstedt I, Freundschaft I)               | Kaliwerk Aschersleben                                                  | Gewerkschaft Aschersleben                                                                                                 | Nordharz-Kalirevier          | 1896          | 1900          | 410        | 30. Apr. 1958 | Klein Schierstedt                                          | Kleinschierstedt 1         | geflutet |
| Kleinschierstedt 2 (Schierstedt II, Freundschaft II)             | Kaliwerk Aschersleben                                                  | Gewerkschaft Aschersleben                                                                                                 | Nordharz-Kalirevier          | 1913          | 1914          | 409        | 30. Apr. 1958 | Klein Schierstedt                                          | Kleinschierstedt 2         | geflutet |
| Klothilde (Clothildeschacht, Max-Lademann-Schacht)               | Kaliwerk Wolfshall                                                     | Mansfeldsche kupferschieferbauende Gewerkschaft (Mansfelder Kaliwerke A. G.) / Kombinat Mansfeld                          | Saale-Unstrut-Kalirevier     | 1879          | 1901          | 456        |               | Eisleben                                                   | Klothilde                  | Eigentlich nur Kupferschieferbergwerk; durchschlägig mit Wolfshall. Nicht als Kaliförderschacht genutzt. Erzförderung 1964 eingestellt.                                                                                    |
| Kolenfeld                                                        | Kaliwerk Sigmundshall                                                  | K+S | Nordhannoverscher Kalibezirk | 1965          | 1968          | 948        | Dez. 2018     | Kolenfeld                                                  | Kolenfeld                  | nur Material- und Wetterschacht |
| Königshall (Reyershausen)                                        | Kaliwerk Hindenburg-Königshall                                         | Gewerkschaft Königshall / Burbach                                                                                         | Südharz-Kalirevier           | Nov. 1911     | 1913          | 875        | 21. Feb. 1969 | Reyershausen                                               | Königshall                 | |
| Köppen                                                           | Königlich preußisches Salzwerk Staßfurt                                | Preußischer Bergfiskus | Nordharz-Kalirevier          | Juni 1872     | 1874          | 46,1       | 1874          | Staßfurt, Gelände der Sodafabrik, An der Löderburger Bahn  | Köppen                     | erster Rundschacht im Staßfurter Revier; Teufe wegen Wasserzuflüssen aufgegeben |
| von Krosigk I (Leopoldshall III/1)                               | Salzwerk Leopoldshall III                                              | Anhaltischer Fiskus | Nordharz-Kalirevier          | 1881          | 1881          | -          |               | Staßfurt                                                   | von Krosigk I              | nach wenigen Metern aufgegeben |
| von Krosigk II (Leopoldshall III/2)                              | Salzwerk Leopoldshall III                                              | Anhaltischer Fiskus | Nordharz-Kalirevier          | 1881          | 1881          | -          |               | Staßfurt                                                   | von Krosigk II             | nach wenigen Metern aufgegeben |
| Krügershall (Deutschland, Teutschenthal)                         | Kaliwerk Teutschenthal                                                 | Gewerkschaft Krügershall / Burbach / Kombinat Kali / GTS mbH                                                              | Saale-Unstrut-Kalirevier     | 1. Sep. 1905  | 24. Juli 1907 | 733        | Dez. 1982     | Teutschenthal                                              | Krügershall                | wird als Versatzbergwerk betrieben |
| Leopoldshall 1                                                   | Kaliwerk Leopoldshall                                                  | Anhaltischer Fiskus | Nordharz-Kalirevier          | 1. Juli 1858  | 1861          | -          | 4. Apr. 1900  | Staßfurt                                                   | Leopoldshall 1             | über Jahrzehnte hinweg ersoffen |
| Leopoldshall 2                                                   | Kaliwerk Leopoldshall                                                  | Anhaltischer Fiskus | Nordharz-Kalirevier          | 1858          | 1861          | -          | 4. Apr. 1900  | Staßfurt                                                   | Leopoldshall 2             | über Jahrzehnte hinweg ersoffen |
| Leopoldshall 3                                                   | Kaliwerk Leopoldshall                                                  | Anhaltischer Fiskus | Nordharz-Kalirevier          | 1. Okt. 1882  | 1891          | 412        | 1913          | Staßfurt                                                   | Leopoldshall 3             | bis 1916 noch Steinsalzförderung |
| Leopoldshall 4 (Friedrichshall I)                                | Kaliwerk Leopoldshall                                                  | Anhaltischer Fiskus | Nordharz-Kalirevier          | 1890          | 1892          | 378        | 1. Dez. 1929  | Staßfurt                                                   | Leopoldshall 4             | bis 30. September 1936 noch Steinsalzförderung, danach untertägiges Großtanklager |
| Leopoldshall 5 (Friedrichshall I)                                | Kaliwerk Leopoldshall                                                  | Anhaltischer Fiskus | Nordharz-Kalirevier          | 1890          | 1892          | 367        | 1. Dez. 1929  | Staßfurt                                                   | Leopoldshall 5             | bis 30. September 1936 noch Steinsalzförderung, danach untertägiges Großtanklager |
| Leopoldshall 6 (Güsten)                                          | Kaliwerk Leopoldshall                                                  | Anhaltischer Fiskus | Nordharz-Kalirevier          | 12. Sep. 1900 | 1. März 1904  | 463        | 1922          | Güsten                                                     | Leopoldshall 6             | |
| Lohra                                                            | Kaliwerk Sollstedt                                                     | Gewerkschaft Lohra / Gewerkschaft Neu-Sollstedt / Kombinat Kali                                                           | Südharz-Kalirevier           | 1911          | Sep. 1912     | 700        | 1965          | Obergebra                                                  | Lohra                      | bis 1992 noch Wetterschacht |
| Loitsche (Zielitz 5)                                             | Kaliwerk Zielitz                                                       | Kombinat Kali | Norddeutsches Kalirevier     | 28. Juli 1989 | 22. Aug. 1990 | 228,2      |               | Loitsche                                                   | Loitsche                   | geplanter Wetterschacht; nicht fertiggestellt |
| Lüchow                                                           |                                                                        | | Norddeutsches Kalirevier     |               |               | -          |               | Wustrow                                                    |                            | 1911 geplant, nicht begonnen |
| Ludwig II Schacht 1 (Riebeck)                                    | Kaliwerk Ludwig II                                                     | Gewerkschaft des Salzbergwerks „Ludwig II“ zu Staßfurt                                                                    | Nordharz-Kalirevier          | 1873          | 1884          | 540        | 1924          | Staßfurt                                                   | Ludwig II Schacht 1        | Ab 15. September 1938 Muna. |
| Ludwig II Schacht 2                                              | Kaliwerk Ludwig II                                                     | Gewerkschaft des Salzbergwerks „Ludwig II“ zu Staßfurt                                                                    | Nordharz-Kalirevier          | 1886          | 1888          | 640        | 1924          | Staßfurt                                                   | Ludwig II Schacht 2        | Ab 15. September 1938 Muna. |
| Ludwig II Schacht 3                                              | Kaliwerk Ludwig II                                                     | Gewerkschaft des Salzbergwerks „Ludwig II“ zu Staßfurt                                                                    | Nordharz-Kalirevier          | Okt. 1912     | 1914          | 675        | 1924          | Staßfurt                                                   | Ludwig II Schacht 3        | |
| Ludwigshall                                                      | Kaliwerk Ludwigshall                                                   | Gewerkschaft Ludwigshall                                                                                                  | Südharz-Kalirevier           | März 1905     | 25. Feb. 1907 | 684        | 1924          | Wolkramshausen                                             | Ludwigshall                | Ab 1. Mai 1937 Muna. Am 29. Juli 1942 untertägige Munitionsexplosion, 145 Tote. |
| von Manteuffel                                                   | Königliches Salzwerk Staßfurt                                          | Preußischer Bergfiskus | Nordharz-Kalirevier          | 9. Feb. 1852  | Okt. 1856     | 387        | 30. Juni 1893 | Staßfurt                                                   | von Manteuffel             | erstes Kalibergwerk der Welt |
| Mariaglück                                                       | Steinsalzwerk Mariaglück                                               | Bergwerksgesellschaft Mariaglück / Aschersleben / Salzdetfurth / K+S                                                      | Nordhannoverscher Kalibezirk | 15. Jan. 1911 | 1914          | 910        | 1928          | Höfer                                                      | Mariaglück                 | Steinsalzförderung bis 1977 |
| Mariengart                                                       |                                                                        | Gewerkschaft Heiligenmühle                                                                                                | Werra-Fulda-Kalirevier       | Juli 1911     | 1914          | 575        |               | Oechsen                                                    | Mariengart                 | Plattendolomit nicht durchteuft, am 15. Januar 1913 ersoffen |
| Markgräfler (Buggingen II)                                       | Kaliwerk Buggingen                                                     | Gewerkschaft Baden / Burbach AG / Preussag / Wintershall / K+S                                                            | Oberrheinisches Kalirevier   | Nov. 1924     | Juli 1926     | 820        | 13. Apr. 1973 | Buggingen                                                  | Markgräfler                | |
| Mathildenhall                                                    | Kaliwerk Hildesia                                                      | Gewerkschaft Hildesia / Ronnenberg / K+S                                                                                  | Südhannoverscher Kalibezirk  | 2. Juni 1913  | 1926          | 990        | 1930          | Diekholzen                                                 | Mathildenhall              | Wetterschacht für Hildesia. Ab 1. November 1939 Muna. |
| von Maybach                                                      | Königliches Salzwerk Staßfurt, Schachtanlage v. Berlepsch / v. Maybach | Preußischer Bergfiskus | Nordharz-Kalirevier          | 16. Nov. 1887 | 1893          | 414        | 1954          | Staßfurt                                                   | von Maybach                | Steinsalzförderung bis 31. Dezember 1968 |
| Mecklenburg                                                      |                                                                        | Bohrgesellschaft Mecklenburg                                                                                              | Norddeutsches Kalirevier     | 1913          |               | -          |               | Jessenitz                                                  | Lage nicht bekannt         | unvollendeter Abteufschacht |
| Meimerhausen (Iduna)                                             | Kaliwerk Hohenzollern                                                  | Gewerkschaft Hohenzollern / Gewerkschaft Glückauf, Betriebsabteilung Hohenzollern in Freden / Wintershall                 | Südhannoverscher Kalibezirk  | 1. Apr. 1911  | Apr. 1913     | 683,45     | 1925          | Eisumer Mühle                                              | Meimerhausen               | Ab 1. März 1944 U-Verlagerung |
| Mühlwärts (Unterbreizbach II, Marx-Engels II)                    | Kaliwerk Werra                                                         | Kombinat Kali/K+S | Werra-Fulda-Kalirevier       | 9. Juni 1955  | 11. Dez. 1963 | 829,4      |               | Mühlwärts                                                  | Mühlwärts                  | |
| Nebra                                                            | Kaliwerk Nebra                                                         | Gewerkschaft Nebra / Alkaliwerke Westeregeln                                                                              | Saale-Unstrut-Kalirevier     | 1912          | Okt. 1913     | 492        | 1914          | Altenroda                                                  | Nebra                      | |
| Neindorf (Emil, Hedwigsburg II)                                  | Kaliwerk Hedwigsburg                                                   | Gewerkschaft Hedwigsburg                                                                                                  | Nordharz-Kalirevier          | Aug. 1911     | 1913          | 620        | 1921          | Neindorf                                                   | Neindorf                   | Nach Laugeneinbruch Ende Oktober 1921 aufgegeben |
| Neubleicherode                                                   | Kaliwerk Neubleicherode                                                | Gewerkschaft Neubleicherode                                                                                               | Südharz-Kalirevier           | 1. Aug. 1906  | 13. Apr. 1908 | 680        | 15. Okt. 1926 | Neubleicherode                                             | Neubleicherode             | ab 1968 Wetterschacht |
| Neuhof (Wilhelm von Recklinghausen)                              | Kaliwerk Neuhof-Ellers                                                 | Gewerkschaft Neuhof-Fulda / Deutsche Kaliwerke / Wintershall / K+S                                                        | Werra-Fulda-Kalirevier       | 8. Jan. 1906  | Dez. 1909     | 557        | 1926          | Neuhof                                                     | Neuhof                     | 1956 Förderung wieder aufgenommen |
| Neumansfeld                                                      | Kaliwerk Vereinigte Ernsthall                                          | Mansfeldsche kupferschieferbauende Gewerkschaft                                                                           | Saale-Unstrut-Kalirevier     | 1. Jan. 1910  | 1911          | 415        | 1. Apr. 1926  | Wansleben am See                                           | Neumansfeld                | ab 1942 Untertage-Verlagerung Biber II |
| Neurode                                                          | Kaliwerk Neurode                                                       | Gewerkschaft Neurode / Wintershall / K+S                                                                                  | Werra-Fulda-Kalirevier       | 15. Aug. 1911 | 1913          | 730        |               | Heringen                                                   | Neurode                    | Untertage-Deponie |
| Neusollstedt (Karl Marx)                                         | Kaliwerk Neu-Sollstedt                                                 | Gewerkschaft Neu-Sollstedt                                                                                                | Südharz-Kalirevier           | 3. Dez. 1909  | 31. Aug. 1911 | 640,8      | 1924          | Sollstedt                                                  | Neusollstedt               | Zwischen 1944 und Frühjahr 1945 Bekleidungslager Luftwaffe |
| Neustaßfurt 1 (Agathe)                                           | Kaliwerk Neustaßfurt                                                   | Gewerkschaft Agathe / Konsolidiertes Salzbergwerk Neu-Staßfurt                                                            | Nordharz-Kalirevier          | 2. Jan. 1873  | 20. März 1876 | 750        | 1912          | Staßfurt                                                   | Neustaßfurt 1              | ersoffen |
| Neustaßfurt 2 (Hammacher)                                        | Kaliwerk Neustaßfurt                                                   | Gewerkschaft Agathe / Konsolidiertes Salzbergwerk Neu-Staßfurt                                                            | Nordharz-Kalirevier          | 28. März 1881 | 1. Juni 1883  | 366        | 1912          | Staßfurt                                                   | Neustaßfurt 2              | ersoffen |
| Neustaßfurt 3                                                    | Kaliwerk Neustaßfurt                                                   | Gewerkschaft Agathe / Konsolidiertes Salzbergwerk Neu-Staßfurt                                                            | Nordharz-Kalirevier          | 1. Nov. 1888  | 20. Sep. 1890 | 360        | 1912          | Staßfurt                                                   | Neustaßfurt 3              | ersoffen |
| Neustaßfurt 4                                                    | Kaliwerk Neustaßfurt                                                   | Gewerkschaft Agathe / Konsolidiertes Salzbergwerk Neu-Staßfurt                                                            | Nordharz-Kalirevier          | 4. Juli 1893  | 1896          | 360        | 1924          | Staßfurt-Lust                                              | Neustaßfurt 4              | |
| Neustaßfurt 5                                                    | Kaliwerk Neustaßfurt                                                   | Konsolidiertes Salzbergwerk Neu-Staßfurt                                                                                  | Nordharz-Kalirevier          | Dez. 1912     | 12. Dez. 1913 | 470        | 1924          | Staßfurt-Lust                                              | Neustaßfurt 5              | Wetterschacht für Neustaßfurt 4; nach 1958 ersoffen |
| Neustaßfurt 6 (Ludwig VI)                                        | Kaliwerk Neustaßfurt / Kaliwerk Staßfurt                               | Konsolidiertes Salzbergwerk Neu-Staßfurt / Kombinat Kali                                                                  | Nordharz-Kalirevier          | 1. Apr. 1912  | 9. Okt. 1913  | 660        | 31. Dez. 1972 | Staßfurt-Lust                                              | Neustaßfurt 6              | U-Verlagerung |
| Neustaßfurt 7 (Ludwig VII)                                       | Kaliwerk Neustaßfurt / Kaliwerk Staßfurt                               | Konsolidiertes Salzbergwerk Neu-Staßfurt / Kombinat Kali                                                                  | Nordharz-Kalirevier          | 4. März 1913  | 10. Okt. 1913 | 420        | 31. Dez. 1972 | Staßfurt-Lust                                              | Neustaßfurt 7              | U-Verlagerung |
| Neustaßfurt 8                                                    | Kaliwerk Neustaßfurt                                                   | Konsolidiertes Salzbergwerk Neu-Staßfurt                                                                                  | Nordharz-Kalirevier          | 1913          | 1914          | 14         |               | Staßfurt-Lust                                              | Lage nicht genau bekannt   | Abteufen vermutlich kriegsbedingt eingestellt |
| Niedersachsen                                                    | Kaliwerk Niedersachsen-Riedel                                          | Kaliwerke Niedersachsen / Burbach / K+S                                                                                   | Nordhannoverscher Kalibezirk | 1. Juli 1905  | Juni 1910     | 800        | 1996          | Wathlingen                                                 | Niedersachsen              | ab 15. Mai 1938 Muna Hänigsen; am 18. Juni 1946 untertägige Munitionsexplosion |
| Nordhäuser Kaliwerke 1 (Hain I, Wolkramshausen 1)                | Kaliwerk Nordhausen                                                    | Nordhäuser Kaliwerke | Südharz-Kalirevier           | 23. Apr. 1906 | 1907          | 600        | 1924          | Hain                                                       | Nordhäuser Kaliwerke 1     | |
| Nordhäuser Kaliwerke 2 (Hain II, Wolkramshausen 2)               | Kaliwerk Nordhausen                                                    | Nordhäuser Kaliwerke | Südharz-Kalirevier           | 1912          | 1913          | 628        | 1924          | Hain                                                       | Nordhäuser Kaliwerke 2     | |
| Nordsteimke I                                                    |                                                                        | | Nordharz-Kalirevier          | 1. Apr. 1913  | 1914          | 5,5        |               | Nordsteimke                                                | Lage nicht bekannt         | Teufe abgebrochen; 1928 verfüllt |
| Nordsteimke II                                                   |                                                                        | | Nordharz-Kalirevier          | 1. Apr. 1913  | 1914          | 5,5        |               | Nordsteimke                                                | Lage nicht bekannt         | Teufe abgebrochen; 1928 verfüllt |
| Oberhof (Bühle)                                                  | Kaliwerk Oberhof-Reinhardsbrunn                                        | Gewerkschaft Oberhof / Gumpel / Burbach                                                                                   | Südharz-Kalirevier           | 11. Dez. 1911 | Aug. 1914     | 684        | -             | Levershausen                                               | Oberhof                    | Abteufen kriegsbedingt eingestellt. |
| Oberröblingen (Adler II)                                         | Kalisalzbergwerk zu Oberröblingen a. See                               | Gewerkschaft Oberröblingen / Adler Kaliwerke AG                                                                           | Saale-Unstrut-Kalirevier     | Dez. 1909     |               | 642        | 1913          | Röblingen am See                                           | Oberröblingen              | Teufarbeiten wegen hoher Wasserzuflüsse eingestellt. Mehrere Versuche, die Teufe wieder aufzunehmen, blieben erfolglos. |
| Orlas                                                            | Kaliwerk konsolidierte Orlas                                           | Gewerkschaft Orlas | Saale-Unstrut-Kalirevier     | 17. Dez. 1909 | 1911          | 530        | vor 1925      | Altenroda                                                  | Orlas                      | |
| Ottoshall (Königsburg)                                           | Kaliwerk Ottoshall                                                     | Gewerkschaft Ottoshall (Gewerkschaft Königshall) / Wintershall / K+S                                                      | Südhannoverscher Kalibezirk  | 16. Jan. 1913 | 1915          | 601        | 1994          | Lehrte                                                     | Ottoshall                  | |
| Paulshall (Wachler)                                              | Salzbergwerk St. Georg                                                 | Mansfeldsche Kupferschiefer bauende Gewerkschaft / Mansfelder Kaliwerke A. G.                                             | Saale-Unstrut-Kalirevier     | 1912          | 1913          | 383        | 1924          | Unterrißdorf                                               | Paulshall                  | |
| Plömnitz 1 (Antoinette I, Alfred Solvay)                         | Solebergwerk Plömnitz                                                  | Deutsche Solvay-Werke AG                                                                                                  | Nordharz-Kalirevier          | 1888          | 1892          | 451        | 1970          | Plömnitz                                                   | Plömnitz 1                 | |
| Plömnitz 2 (Antoinette II)                                       | Solebergwerk Plömnitz                                                  | Deutsche Solvay-Werke AG                                                                                                  | Nordharz-Kalirevier          | 1898          | 1900          | 441,8      | 1970          | Plömnitz                                                   | Plömnitz 2                 | |
| Pöthen 1 (Richterschacht)                                        | Kaliwerk Volkenroda                                                    | Gewerkschaft Pöthen / Wintershall / Kombinat Kali                                                                         | Südharz-Kalirevier           | 16. Okt. 1910 | 20. Okt. 1913 | 1050       | 12. Apr. 1990 | Menteroda                                                  | Pöthen 1                   | |
| Pöthen 2 (Basewitzschacht)                                       | Kaliwerk Volkenroda                                                    | Gewerkschaft Pöthen / Wintershall / Kombinat Kali                                                                         | Südharz-Kalirevier           | 7. Feb. 1911  | 9. Juli 1914  | 1026       | 12. Apr. 1990 | Menteroda                                                  | Pöthen 2                   | |
| Pöthen 3                                                         | Kaliwerk Volkenroda                                                    | Gewerkschaft Pöthen | Südharz-Kalirevier           | 1911          | 1915          | 36,4       |               | Menteroda                                                  | Pöthen 3                   | während des Abteufens eingestellt |
| Ramstedt 1 (Zielitz 3)                                           | Kaliwerk Zielitz                                                       | Kombinat Kali / K+S | Norddeutsches Kalirevier     | 2. Mai 1980   | 1. Aug. 1982  | 407,3      |               | Ramstedt                                                   | Ramstedt 1                 | Bohrschacht, genutzt als Wetterschacht |
| Ramstedt 2 (Zielitz 4)                                           | Kaliwerk Zielitz                                                       | Kombinat Kali / K+S | Norddeutsches Kalirevier     | 1982          | 1985          | 415,2      |               | Ramstedt                                                   | Ramstedt 2                 | Bohrschacht, genutzt als Wetterschacht |
| Ransbach (Hera)                                                  | Kaliwerk Hattorf (Verbundbergwerk Werra)                               | Kaliwerke Aschersleben / Salzdetfurth / Wintershall / K+S                                                                 | Werra-Fulda-Kalirevier       | Mai 1911      | 1915          | 810        | 1920          | Heimboldshausen                                            | Ransbach                   | 1951 als Seilfahrts- und Wetterschacht wieder in Betrieb genommen. |
| Rastenberg I                                                     | Kaliwerk Rastenberg                                                    | Gewerkschaft Rastenberg / Burbach                                                                                         | Saale-Unstrut-Kalirevier     | 1906          | 1909          | 659        | 17. Mai 1924  | Billroda                                                   | Rastenberg I               | |
| Rastenberg II                                                    | Kaliwerk Rastenberg                                                    | Gewerkschaft Rastenberg / Burbach                                                                                         | Saale-Unstrut-Kalirevier     | 1916          | 1916          | -          |               | Billroda                                                   | nicht lokalisierbar        | beim Teufen aufgegeben |
| Reichskrone                                                      | Kaliwerk Reichskrone                                                   | Gewerkschaft Reichskrone                                                                                                  | Saale-Unstrut-Kalirevier     | 28. Dez. 1909 | 1913          | 576        | 1916          | Lossa                                                      | Reichskrone                | 1945–1947 Entsorgung von Bomben und Munition; 1947 Explosion und Einstellung der Entsorgung. |
| Reinhardsbrunn                                                   | Kaliwerk Reinhardsbrunn                                                | Gewerkschaft Reinhardsbrunn / Burbach                                                                                     | Südharz-Kalirevier           | 6. Juli 1911  | 6. Mai 1914   | 875        | Jan. 1922     | Levershausen                                               | Reinhardsbrunn             | ersoffen |
| Rheinland (Moltkeshall)                                          |                                                                        | | Norddeutsches Kalirevier     | 1. Apr. 1911  | 15. Sep. 1913 | 260        |               | Zielitz                                                    | Rheinland                  | wegen Geldmangel beim Teufen aufgegeben |
| Richard                                                          | Kaliwerk Reichskrone                                                   | Gewerkschaft Reichskrone                                                                                                  | Saale-Unstrut-Kalirevier     | 25. Juni 1910 | 1913          | 676        | 1916          | Lossa                                                      | Richard                    | 1945–1947 Entsorgung von Bomben und Munition; 1947 Explosion und Einstellung der Entsorgung. |
| Riedel (Riedel I)                                                | Kaliwerk Niedersachsen-Riedel                                          | Gewerkschaft Riedel / Burbach / K+S                                                                                       | Nordhannoverscher Kalibezirk | Feb. 1907     | 7. Nov. 1908  | 750        | 1996          | Hänigsen                                                   | Riedel                     | Als Förderschacht 1926 stillgelegt, ab 15. Mai 1938 Heeresmunitionsanstalt Hänigsen; Explosion am 18. Juni 1946. |
| Riedel II                                                        | Kaliwerk Niedersachsen-Riedel                                          | Gewerkschaft Riedel / Burbach / K+S                                                                                       | Nordhannoverscher Kalibezirk | 1979          | 1981          | 298        | 1996          | Hänigsen                                                   | Riedel II                  | |
| Rockensußra                                                      | Kaliwerk Volkenroda                                                    | Kombinat Kali | Südharz-Kalirevier           |               |               | -          |               | Rockensußra                                                | Rockensußra                | Vorschacht begonnen; Geplanter Teufbeginn Oktober 1990, durch die deutsche Wiedervereinigung nicht mehr ausgeführt, geplante Teufe 1106 m.                                                                                 |
| Ronnenberg I (Albert)                                            | Kaliwerk Ronnenberg                                                    | Alkaliwerke Ronnenberg | Südhannoverscher Kalibezirk  | 28. März 1898 | 1905          | 653        | 30. Mai 1975  | Ronnenberg                                                 | Ronnenberg I               | Infolge Laugeneinbruch stillgelegt. |
| Ronnenberg II (Aller Nordstern, Groß Häuslingen)                 | Kaliwerk Aller-Hammonia                                                | Gewerkschaft Aller-Nordstern / Alkaliwerke Ronnenberg                                                                     | Südhannoverscher Kalibezirk  | 10. Aug. 1907 | 1905          | 465        | 1924          | Groß Häuslingen                                            | Ronnenberg II              | |
| Rössing-Barnten                                                  | Kaliwerk Siegfried-Giesen                                              | Gewerkschaft Rössing-Barnten / Burbach / K+S                                                                              | Nordhannoverscher Kalibezirk | Nov. 1911     | 1914          | 1050       | 1987          | Barnten                                                    | Rössing-Barnten            | Infolge Laugeneinbruch stillgelegt. |
| Roßleben (Roßleben 1, Heinrich Rau)                              | Kaliwerk Roßleben                                                      | Gewerkschaft Roßleben / Kombinat Kali                                                                                     | Saale-Unstrut-Kalirevier     | 15. Juni 1903 | 1905          | 741,4      | 4. Okt. 1991  | Roßleben                                                   | Roßleben                   | |
| Rothehof                                                         | Kaliwerk Rothehof                                                      | Kaliwerke Rothehof G. m. b. H                                                                                             | Nordhannoverscher Kalibezirk | 1912          | 1914          | 76         |               | Wolfsburg                                                  | Rothehof                   | Teufarbeiten bei Kriegsbeginn unterbrochen und später nicht wieder aufgenommen. |
| Rothenfelde                                                      | Salzwerk Rothenfelde                                                   | Gewerkschaft Rothenfelde                                                                                                  | Nordhannoverscher Kalibezirk | Nov. 1911     | 1916          | 650        | 1925          | Wolfsburg                                                  | Rothenfelde                | Als Steinsalzwerk in betrieb gegangen, keine Kaliförderung. |
| Saale                                                            | Kaliwerk Saale                                                         | Gewerkschaft Saale / Hallesche Salzwerke A.-G. / Kombinat Kali                                                            | Saale-Unstrut-Kalirevier     | 1910          | 1912          | 860        | 1925          | Zscherben                                                  | Saale                      | |
| Sachsenburg                                                      | Kaliwerk Sachsenburg                                                   | Gewerkschaft Sachsenburg                                                                                                  | Saale-Unstrut-Kalirevier     | Jan. 1912     | Aug. 1913     | -          |               | Gorsleben                                                  | Sachsenburg                | während des Abteufens eingestellt |
| Sachsen-Weimar (Unterbreizbach I, Marx-Engels I)                 | Verbundbergwerk Werra                                                  | Gewerkschaft Sachsen-Weimar / Wintershall / Kombinat Kali / K+S                                                           | Werra-Fulda-Kalirevier       | 21. Aug. 1905 | 1909          | 884,17     |               | Unterbreizbach                                             | Sachsen-Weimar             | |
| Salzdetfurth 1                                                   | Kaliwerk Salzdetfurth                                                  | Kaliwerke Salzdetfurth AG / K+S                                                                                           | Südhannoverscher Kalibezirk  | Juni 1896     | Feb. 1899     | 918        | 1992          | Bad Salzdetfurth                                           | Salzdetfurth 1             | |
| Salzdetfurth 2                                                   | Kaliwerk Salzdetfurth                                                  | Kaliwerke Salzdetfurth AG / K+S                                                                                           | Südhannoverscher Kalibezirk  | 1. Juli 1907  | 1909          | 760        | 1992          | Bad Salzdetfurth                                           | Salzdetfurth 2             | |
| Salzdetfurth 3 (Salzberg)                                        | Kaliwerk Salzdetfurth                                                  | Kaliwerke Salzdetfurth AG / K+S                                                                                           | Südhannoverscher Kalibezirk  | 1913          | 1914          | 918        | 1992          | Bad Salzdetfurth                                           | Salzdetfurth 3             | |
| Salzgitter (Fürst Bismarck)                                      | Kaliwerk Fürst Bismarck                                                | Gewerkschaft Schlüssel / Aktiengesellschaft Kaliwerke Salzgitter                                                          | Südhannoverscher Kalibezirk  | 17. Apr. 1899 | Sep. 1899     | 820        | 28. März 1903 | Salzgitter-Bad                                             | Salzgitter                 | Nach Laugeneinbruch aufgegeben. |
| Salzmünde                                                        | Kaliwerk Salzmünde                                                     | Gewerkschaft Ernst Albertshall / Gewerkschaft Salzmünde                                                                   | Saale-Unstrut-Kalirevier     | 18. Sep. 1906 | 1908          | 910        | 1924          | Zappendorf                                                 | Salzmünde                  | Bis 1975 Wetterschacht für Kaliwerk Teutschenthal |
| Salzungen (Heldburg, Berhardshall)                               | Verbundbergwerk Werra                                                  | Gewerkschaft Salzungen / Gewerkschaft Berhardshall / Wintershall / Kombinat Kali/K+S                                      | Werra-Fulda-Kalirevier       | Jan. 1896     | 1899          | 332        | 1926          | Leimbach                                                   | Salzungen                  | erster fertiggestellter Schacht des Wera-Reviers; ab 1910 nur Steinsalzförderung |
| Schieferkaute                                                    | Kaliwerk Schieferkaute                                                 | Gewerkschaft Schieferkaute                                                                                                | Südhannoverscher Kalibezirk  | 10. Nov. 1903 | 1908          | 204,5      |               | Gödringen                                                  | Schieferkaute              | beim Teufen aufgegeben und verfüllt |
| Schwarzburg                                                      | Kaliwerk Schwarzburg                                                   | Gewerkschaft Schwarzburg                                                                                                  | Südharz-Kalirevier           | 5. Dez. 1910  | 1913          | 746,6      | 1924          | Seega                                                      | Schwarzburg                | |
| Seehausen                                                        | Kaliwerk Seehausen                                                     | Gewerkschaft Seehausen | Südharz-Kalirevier           | 19. Feb. 1911 | 1913          | 8          |               | Seega                                                      | Seehausen                  | nur Vorschacht |
| Siegfried I (Vogelbeck I, Heinrich)                              | Kaliwerk Siegfried I                                                   | Gewerkschaft Siegfried I                                                                                                  | Südhannoverscher Kalibezirk  | 16. Dez. 1899 | Jan. 1907     | 927        | 1926          | Vogelbeck                                                  | Siegfried I                | |
| Siegfried II (Vogelbeck II, Gotthilf)                            | Kaliwerk Siegfried I                                                   | Gewerkschaft Siegfried I                                                                                                  | Südhannoverscher Kalibezirk  | 7. Juli 1911  | Dez. 1913     | 955        | 1926          | Vogelbeck                                                  | Siegfried II               | |
| Siegfried-Giesen                                                 | Kaliwerk Siegfried-Giesen                                              | Gewerkschaft Siegfried-Giesen / Burbach / K+S                                                                             | Südhannoverscher Kalibezirk  | 6. Dez. 1906  | 25. Nov. 1909 | 803        | 1987          | Giesen                                                     | Siegfried-Giesen           | |
| Sigmundshall                                                     | Kaliwerk Sigmundshall                                                  | Alkaliwerke Sigmundshall A.-G. / Salzdetfurth / K+S                                                                       | Nordhannoverscher Kalibezirk | Aug. 1898     | 1905          | 750        | 21. Dez. 2018 | Bokeloh                                                    | Sigmundshall               | |
| Sollstedt (Karl Marx)                                            | Kaliwerk Sollstedt                                                     | Gewerkschaft Sollstedt / Kombinat Kali                                                                                    | Südharz-Kalirevier           | 1. Okt. 1902  | Aug. 1904     | 722        | 18. Dez. 1990 | Sollstedt                                                  | Sollstedt                  | |
| Solvayhall 1 (Friedenshall I)                                    | Kaliwerk Solvayhall                                                    | Deutsche Solvay-Werke AG / Kombinat Kali                                                                                  | Nordharz-Kalirevier          | 1884          | 1890          | 521        | 1967          | Bernburg                                                   | Solvayhall 1               | |
| Solvayhall 2 (Friedenshall II)                                   | Kaliwerk Solvayhall                                                    | Deutsche Solvay-Werke AG / Kombinat Kali                                                                                  | Nordharz-Kalirevier          | 1904          | 1906          | 494,1      | 1967          | Bernburg                                                   | Solvayhall 2               | |
| Solvay in Preußen (Peißen)                                       | Kaliwerk Solvayhall                                                    | Deutsche Solvay-Werke AG / Kombinat Kali                                                                                  | Nordharz-Kalirevier          | 1900          | 1902          | 436,9      | 1936          | Peißen                                                     | Solvay in Preußen          | |
| Steinförde (Steinförde 1)                                        | Kaliwerk Steinförde                                                    | Kaliwerk Steinförde AG | Nordhannoverscher Kalibezirk | 1907          | Mai 1911      | 714        | 31. Dez. 1923 | Wietze                                                     | Steinförde                 | |
| Steinförde II (Julius Wilhelm)                                   | Kaliwerk Steinförde                                                    | Kaliwerk Steinförde AG | Nordhannoverscher Kalibezirk | 29. Dez. 1911 | 1914          | 27,5       |               | Wietze                                                     | Steinförde 2               | Abteufen kriegsbedingt eingestellt |
| Steuden                                                          | Bergwerk „Vereinigte Steuden“                                          | Gewerkschaft Steuden | Saale-Unstrut-Kalirevier     | Juli 1912     | Juni 1913     | 10         |               | Steuden                                                    | nicht genau lokalisierbar  | beim Teufen aufgegeben |
| Teutonia (Rudolph)                                               | Kaliwerk Teutonia/Wendland                                             | Bergbaugesellschaft Teutonia zu Sehnde / Kaliwerke Neu-Staßfurt-Friedrichshall                                            | Norddeutsches Kalirevier     | 17. Okt. 1905 | 1912          | 375        | Juni 1926     | Schreyahn                                                  | Teutonia                   | |
| Thiederhall I (Ronnenberg III, Schacht 1)                        | Kaliwerk Thiederhall                                                   | Gewerkschaft Thiederhall / Alkaliwerke Ronnenberg                                                                         | Nordhannoverscher Kalibezirk | 29. Mai 1885  | 1891          | 500        | 1925          | Salzgitter-Thiede                                          | Thiederhall I              | |
| Thiederhall Ia                                                   | Kaliwerk Thiederhall                                                   | Gewerkschaft Thiederhall / Alkaliwerke Ronnenberg                                                                         | Nordhannoverscher Kalibezirk | 1901          | 1904          | 383        | 1925          | Salzgitter-Thiede                                          | Thiederhall Ia             | Die Bezeichnung Ia wurde erst nach dem Teufbeginn des endgültigen Schachtes II gewählt, um eine Unterscheidung zu ermöglichen. Ursprünglich hieß der spätere Schacht Ia Schacht II.                                        |
| Thiederhall II (Ronnenberg III, Schacht 2)                       | Kaliwerk Thiederhall                                                   | Gewerkschaft Thiederhall / Alkaliwerke Ronnenberg                                                                         | Nordhannoverscher Kalibezirk | 1912          | 1916          | 625        | 1925          | Salzgitter-Thiede                                          | Thiederhall II             | |
| Thüringen 1                                                      | Kaliwerk Thüringen                                                     | Gewerkschaft Thüringen | Saale-Unstrut-Kalirevier     | 25. Apr. 1905 | 1906          | 420,8      | 20. Sep. 1921 | Heygendorf                                                 | Thüringen 1                | |
| Thüringen 2                                                      | Kaliwerk Thüringen                                                     | Gewerkschaft Thüringen | Saale-Unstrut-Kalirevier     | 13. Jan. 1913 | 1914          | 275        | 20. Sep. 1921 | Heygendorf                                                 | Thüringen 2                | |
| Ummendorf                                                        |                                                                        | | Nordharz-Kalirevier          | Jan. 1912     | 1913          | 119        |               | Ummendorf                                                  | Ummendorf                  | Beim Teufen eingestellt. |
| Unstrut                                                          | Kaliwerk Roßleben                                                      | Gewerkschaft Unstrut / Salzdetfurth / Kombinat Kali                                                                       | Saale-Unstrut-Kalirevier     | 12. Jan. 1912 | Juli 1914     | 629        | 1966          | Wangen                                                     | Unstrut                    | |
| Vienenburg 1 (Neubauer-Schacht)                                  | Kaliwerk Vienenburg                                                    | Gewerkschaft Hercynia | Nordharz-Kalirevier          | 1884          | 1886          | 600        | 1930          | Vienenburg                                                 | Vienenburg 1               | Erstes Kaliwerk außerhalb des Staßfurter Sattels. Im Mai 1930 ersoffen. |
| Vienenburg 2                                                     | Kaliwerk Vienenburg                                                    | Gewerkschaft Hercynia | Nordharz-Kalirevier          | 1894          | 1897          | 616        | 1930          | Vienenburg                                                 | Vienenburg 2               | Erstes Kaliwerk außerhalb des Staßfurter Sattels. Im Mai 1930 ersoffen. |
| Vienenburg 3 (Röhrig-Schacht)                                    | Kaliwerk Vienenburg                                                    | Gewerkschaft Hercynia | Nordharz-Kalirevier          | 1924          | 1928          | 623        | 1930          | Vienenburg                                                 | Vienenburg 3               | Erstes Kaliwerk außerhalb des Staßfurter Sattels. Im Mai 1930 ersoffen. |
| Volkenroda (Karl Eduard)                                         | Kaliwerk Volkenroda                                                    | Gewerkschaft Pöthen / Wintershall / Kombinat Kali                                                                         | Südharz-Kalirevier           | 28. Aug. 1906 | 22. Mai 1909  | 1016       | 25. Juli 1990 | Menteroda                                                  | Volkenroda                 | |
| Walbeck (Gerhard)                                                | Kaliwerk Walbeck                                                       | Gewerkschaft Walbeck / Burbach                                                                                            | Nordharz-Kalirevier          | 21. Aug. 1902 | 31. Jan. 1905 | 428        | 1924          | Walbeck                                                    | Walbeck                    | Ab 1937 Muna, 1946 gesprengt. Wassergefüllter Krater. U-Verlagerung Gazelle. |
| Walter                                                           | Kaliwerk Walter                                                        | Gewerkschaft Walter | Südharz-Kalirevier           | Aug. 1910     | Nov. 1911     | 434        | Mai 1921      | Hauteroda                                                  | Walter                     | |
| Wartburg                                                         |                                                                        | Gewerkschaft Wartburg | Norddeutsches Kalirevier     |               |               | -          |               | Wustrow                                                    | nicht genau lokalisierbar  | Von der Gewerkschaft Teutonia als juristisch selbständige Gesellschaft abgespalten. Über Vorbereitungsarbeiten nicht hinausgekommen.                                                                                       |
| Wefensleben (Dreileben)                                          | Kaliwerk Wefensleben                                                   | Gewerkschaft Wefensleben                                                                                                  | Nordharz-Kalirevier          | 13. Okt. 1909 | 1913          | 820        | 1924          | Wefensleben                                                | Wefensleben                | |
| Wendelstein (Roßleben 2, Heinrich Rau 2)                         | Kaliwerk Roßleben                                                      | Gewerkschaft Roßleben | Saale-Unstrut-Kalirevier     | 1. Okt. 1910  | 1912          | 405,2      | 1998          | Roßleben                                                   | Wendelstein                | |
| Wendland                                                         | Kaliwerk Wendland                                                      | Gewerkschaft Wendland | Norddeutsches Kalirevier     | 30. Sep. 1909 | 1914          | 600        | 1923          | Nauden                                                     | Wendland                   | |
| Weser (Altenhagen)                                               | Kaliwerk Sigmundshall                                                  | Gewerkschaft Weser / Alkaliwerke Sigmundshall A.-G. / Salzdetfurth / K+S                                                  | Nordhannoverscher Kalibezirk | Aug. 1910     | 1913          | 650        | Dez. 2018     | Altenhagen                                                 | Weser                      | Förderung 1917 eingestellt; Wetterschacht. |
| Westeregeln 1 (Auguste Viktoria, Douglashall 1)                  | Kaliwerk Douglashall                                                   | Aktien-Gesellschaft Consolidierte Alkaliwerke zu Westeregeln                                                              | Nordharz-Kalirevier          | 28. Nov. 1871 | 1874          | 380        | 1891          | Westeregeln                                                | Westeregeln 1              | Ersoffen. |
| Westeregeln 2 (Prinz Wilhelm, Douglashall 2)                     | Kaliwerk Douglashall                                                   | Aktien-Gesellschaft Consolidierte Alkaliwerke zu Westeregeln                                                              | Nordharz-Kalirevier          | 28. Nov. 1871 | 1873          | 313        | 1891          | Westeregeln                                                | Westeregeln 2              | Ersoffen. |
| Westeregeln 3 (Douglashall 3)                                    | Kaliwerk Douglashall                                                   | Aktien-Gesellschaft Consolidierte Alkaliwerke zu Westeregeln                                                              | Nordharz-Kalirevier          | 10. Feb. 1892 | 1893          | 860        | 1922          | Westeregeln                                                | Westeregeln 3              | Wasserhaltung noch bis 1947 betrieben. |
| Westeregeln 4 (Douglashall IV, Tarthun 1)                        | Kaliwerk Douglashall                                                   | Aktien-Gesellschaft Consolidierte Alkaliwerke zu Westeregeln                                                              | Nordharz-Kalirevier          | 10. Mai 1894  | 1896          | 308        | 1924          | Egeln                                                      | Westeregeln 4              | Untertageverlagerung, Schacht am 10. Januar 1947 gesprengt, anschließend ersoffen. |
| Westeregeln 5 (Germersleben)                                     | Kaliwerk Douglashall                                                   | Aktien-Gesellschaft Consolidierte Alkaliwerke zu Westeregeln                                                              | Nordharz-Kalirevier          | 1910          | 1913          | 868        | 1922          | Westeregeln                                                | Westeregeln 5              | |
| Westeregeln 6 (Douglashall VI, Tarthun 2)                        | Kaliwerk Douglashall                                                   | Aktien-Gesellschaft Consolidierte Alkaliwerke zu Westeregeln                                                              | Nordharz-Kalirevier          | 1. Okt. 1909  | 1910          | 312        | 1924          | Egeln                                                      | Westeregeln 6              | Untertageverlagerung, Schacht am 10. Januar 1947 gesprengt, anschließend ersoffen. |
| Westohm (Elisabeth)                                              |                                                                        | Gewerkschaft Westohm | Südharz-Kalirevier           | 1911          | 31. Juli 1914 | 372,8      |               | Wintzingerode                                              | Westohm                    | Während des Teufens kriegsbedingt eingestellt. |
| Wilhelmine                                                       | Kaliwerk Wilhelmine-Carlsglück                                         | Gewerkschaft Wilhelmine / Wintershall                                                                                     | Nordhannoverscher Kalibezirk | 8. Juni 1911  | Juni 1912     | 630        | Juni 1924     | Hülsen                                                     | Wilhelmine                 | Von 1938 bis 1945 Munitionslager der Kriegsmarine. Ab 1973 Rohölspeicher. |
| Wilhelmshall 1 (Elisabeth)                                       | Kaliwerk Wilhelmshall                                                  | Gewerkschaft Wilhelmshall zu Anderbeck                                                                                    | Nordharz-Kalirevier          | 22. Juli 1889 | 1892          | 344        | 1926          | Anderbeck                                                  | Wilhelmshall 1             | Ab 15. April 1935 Muna. |
| Wilhelmshall 2 (Anderbeck)                                       | Kaliwerk Wilhelmshall                                                  | Gewerkschaft Wilhelmshall zu Anderbeck                                                                                    | Nordharz-Kalirevier          | 14. Jan. 1913 | Nov. 1920     | 485        | 1926          | Anderbeck                                                  | Wilhelmshall 2             | Ab 15. April 1935 Muna. |
| Wilhelmshall-Ölsburg                                             | Kaliwerk Wilhelmshall-Ölsburg                                          | Gewerkschaft Wilhelmshall-Ölsburg                                                                                         | Südhannoverscher Kalibezirk  | 1. Juni 1900  | 1914          | 770        | 1924          | Ölsburg                                                    | Wilhelmshall-Ölsburg       | |
| Wils                                                             | Kaliwerk Wils                                                          | Gewerkschaft Kalibergwerk Wils                                                                                            | Saale-Unstrut-Kalirevier     | 1909          | 1911          | 651        | 1922          | Beesenstedt                                                | Wils                       | |
| Wintershall (Grimberg)                                           | Kaliwerk Wintershall (Verbundbergwerk Werra)                           | Gewerkschaft Wintershall / Wintershall / K+S                                                                              | Werra-Fulda-Kalirevier       | 23. Apr. 1900 | Dez. 1902     | 546        |               | Heringen                                                   | Wintershall                | |
| Wintzingerode                                                    |                                                                        | Bergwerksgesellschaft Wintzingerode                                                                                       | Südharz-Kalirevier           | 1914          | 1914          | 8          |               | Wintzingerode                                              |                            | Während des Teufens kriegsbedingt eingestellt, nicht lokalisierbar. |
| Wittekind (Justus)                                               | Kaliwerk Wittekind-Hildasglück                                         | Gewerkschaft Justus I / Bergbau-Aktiengesellschaft Wittekind                                                              | Südhannoverscher Kalibezirk  | Aug. 1898     | Feb. 1901     | 558        | 1938          | Volpriehausen                                              | Wittekind                  | ab 30. April 1938 Munitionslager der Wehrmacht, infolge Munitionsexplosion 28.–30. September 1945 ersoffen |
| Wolfshall (Wolfschacht, Clothidenhall, Fortschrittschacht I)     | Kaliwerk Wolfshall                                                     | Mansfeldsche kupferschieferbauende Gewerkschaft                                                                           | Saale-Unstrut-Kalirevier     | 1906          | 1900          | 542        | 1924          | Eisleben                                                   | Wolfshall                  | Hauptschacht für Kupferschieferförderung, Kaliförderung 1924 eingestellt. |
| Zielitz 1 (Ernst Schneller 1)                                    | Kaliwerk Zielitz                                                       | Kombinat Kali / K+S | Norddeutsches Kalirevier     | 15. Jan. 1967 | 31. Okt. 1969 | 806,26     |               | Zielitz                                                    | Zielitz 1                  | |
| Zielitz 2 (Ernst Schneller 2)                                    | Kaliwerk Zielitz                                                       | Kombinat Kali / K+S | Norddeutsches Kalirevier     | 1. Apr. 1966  | 24. Nov. 1968 | 740,55     |               | Zielitz                                                    | Zielitz 2                  | |
| Zielitz (Westfalen)                                              |                                                                        | Gewerkschaft Zielitz | Norddeutsches Kalirevier     |               |               | -          |               | Zielitz                                                    | Zielitz                    | Sollte im Gefrierschachtverfahren niedergebracht werden, Vorarbeiten (Stoßen der Gefrierbohrlöcher) im Mai 1913 begonnen. Arbeiten im September 1913 aus Geldmangel eingestellt.                                           |